# Castiglione delle Stiviere
Castiglione delle Stiviere (Castiù in dialetto alto mantovano) è un comune italiano di 23 906 abitanti della provincia di Mantova in Lombardia, situato nella Pianura Padana, sui colli morenici del lago di Garda, nell'Alto Mantovano, al confine con la provincia di Brescia. Centro industriale in amena posizione, ha avuto un grande sviluppo economico e demografico a partire dagli anni cinquanta.
È nota per essere la “città delle fontane”, a causa dell’elevato numero di antiche fontane e lavatoi sparsi in giro per il paese (un tempo il numero di questi superava addirittura i 30). Castiglione delle Stiviere è anche la patria di san Luigi Gonzaga (patrono mondiale della Gioventù) e della Croce Rossa. Qui infatti lo svizzero Henry Dunant apprezzò il coraggio delle donne del posto nel prestare le prime cure ai soldati dopo la sanguinosa Battaglia di Solferino e San Martino del 1859, maturando l'idea da cui sarebbe nata la Croce Rossa.

## Geografia fisica

### Territorio
Il territorio di Castiglione delle Stiviere, esteso per 42,09 km², appartiene alla zona subcollinare posta ai piedi delle alture che delimitano il lago di Garda verso la Pianura Padana. L'altitudine ufficiale di Castiglione delle Stiviere, corrispondente al punto sul quale sorge il Palazzo Comunale, è di 116 metri sul livello del mare.
Il comune confina a nord con Lonato del Garda, a est con Solferino e Medole e a sud Castel Goffredo, a ovest con Montichiari, Calcinato e Carpenedolo. La cittadina dista 39,4 km da Mantova - con percorso rettilineo a Sudest -, 35,7 km da Brescia e 129 km da Milano.
Il territorio della provincia di Mantova ha avuto origine dalle vicende intervenute durante l'era quaternaria. L'assetto geologico della zona è caratterizzato dalla media pianura idromorfa, presente nella zona settentrionale della provincia. Nella media pianura i sedimenti diventano prevalentemente sabbiosi, talvolta con lenti di ghiaie e si verifica l'emergenza dei fontanili. Il territorio comunale è percorso dal canale Arnò, derivato dalla Roggia Lonata.
Secondo la Classificazione sismica, il comune a partire dal 2016 appartiene alla zona 2 (sismicità media), mentre prima era considerato in zona 3.

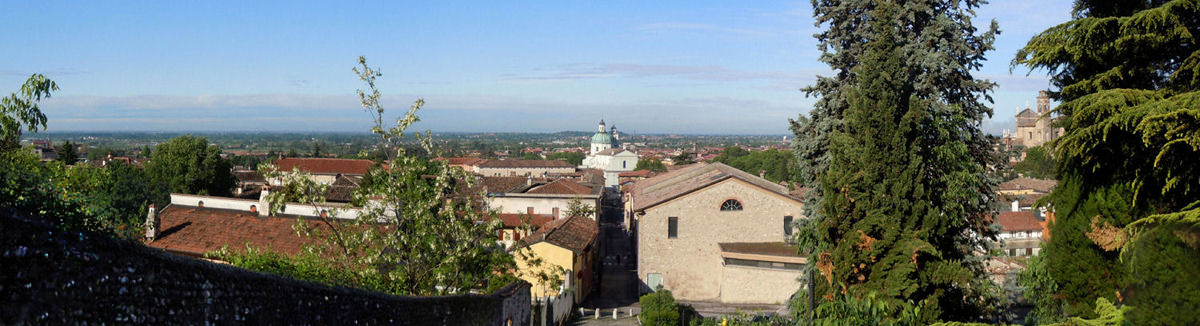
Panorama dal castello

### Clima
Castiglione delle Stiviere gode di un tipico clima temperato continentale dell'alta pianura padana e delle medie latitudini. Come nel resto della pianura circostante, gli inverni sono moderatamente rigidi, poco piovosi e con giornate di nebbia; le estati sono calde e afose nei mesi di luglio e agosto, con temperature che possono salire oltre i 35º e con precipitazioni a carattere temporalesco; le primavere e gli autunni sono generalmente piovosi.
In primavera e in autunno il clima è più mite e più umido.
- Classificazione climatica: zona E 2428 53[16].

| CASTIGLIONE DELLE STIVIERE | Mesi | Mesi | Mesi | Mesi | Mesi | Mesi | Mesi | Mesi | Mesi | Mesi | Mesi | Mesi | Stagioni | Stagioni | Stagioni | Stagioni | Anno |
| CASTIGLIONE DELLE STIVIERE | Gen  | Feb  | Mar  | Apr  | Mag  | Giu  | Lug  | Ago  | Set  | Ott  | Nov  | Dic  | Inv      | Pri      | Est      | Aut      | Anno |
| -------------------------- | ---- | ---- | ---- | ---- | ---- | ---- | ---- | ---- | ---- | ---- | ---- | ---- | -------- | -------- | -------- | -------- | ---- |
| T. max. media (°C)         | 5,7  | 8,1  | 13,0 | 17,6 | 21,4 | 25,0 | 27,4 | 26,8 | 23,1 | 17,8 | 11,6 | 7,2  | 7,0      | 17,3     | 26,4     | 17,5     | 17,1 |
| T. min. media (°C)         | 0,2  | 1,5  | 4,9  | 9,0  | 13,1 | 17,0 | 19,3 | 18,7 | 15,5 | 11,1 | 6,2  | 2,1  | 1,3      | 9,0      | 18,3     | 10,9     | 9,9  |

## Origini del nome
"Castiglione" deriva chiaramente da castello, ma "delle Stiviere" è di etimologia meno certa e oggetto di varie ipotesi. La tradizione locale riferisce "Stiviere" a una presunta voce latina per accampamento militare estivo (castra aestiva) e altra ipotesi la riconduce al tardo latino "stiparium" (stipa, erica arborea), in linea con la vegetazione infestante spontanea del luogo.
Lo storico Bartolomeo Arrighi, nella sua Storia di Castiglione delle Stiviere sotto il dominio dei Gonzaga congettura che la denominazione della cittadina potrebbe conseguire dalla locale produzione di calze (calceamentum aestivale) in seta o lana.
Più recentemente è stata fatta anche l'ipotesi che "Stiviere" derivi dal fatto che Castiglione era il centro di raccolta dei prodotti agricoli, coltivati nei contadi limitrofi e destinati al Signore di turno, che venivano ammassati in "stive" (ovvero i cumuli formati dall'ammasso di granaglie o altri prodotti) nelle "stiviere" (ovvero nei magazzini). Tale ipotesi, oltre che dall'etimo, appare suffragata anche dal fatto che Castiglione delle Stiviere è l'unico comune dell'Alto Mantovano nel quale vigevano antiche ed esclusive unità di misura per quantificare terreni, granaglie e liquidi.

## Storia

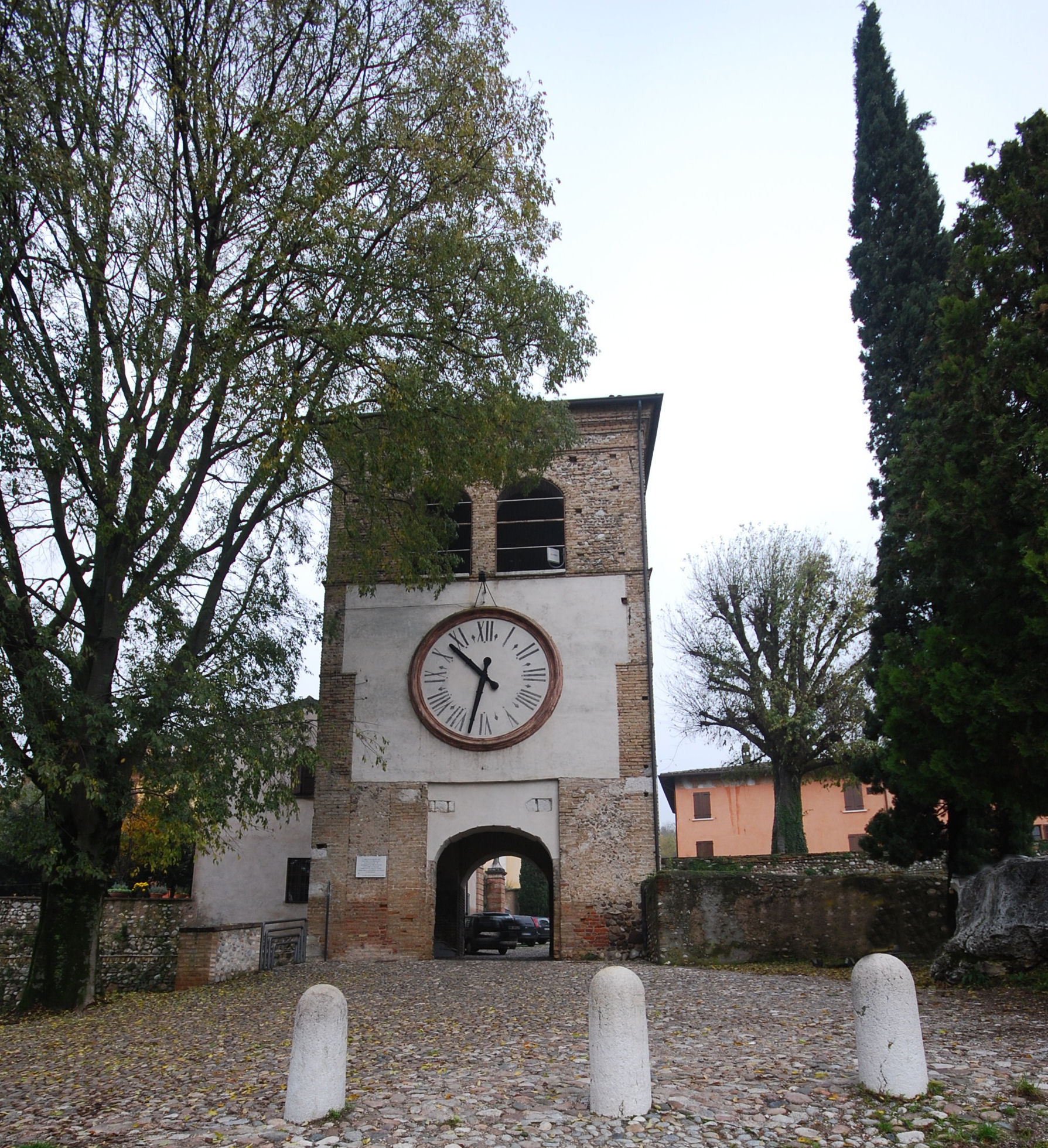
Torre del castello

Castiglione delle Stiviere (Castilione li Stivere o Castilio de Stiveriis in latino) fu di origini etrusche.
La presenza degli etruschi nel territorio è confermata dai ritrovamenti di inizio Novecento, nei quali venne rinvenuta la cosiddetta “tomba gallica”, simbolo dell’archeologia castiglionese.
In seguito agli etruschi, nel territorio castiglionese si susseguirono diverse popolazioni, dapprima i galli cenomani, i romani e successivamente, nel 401 d.C. la discesa dei Visigoti, i quali distrussero gran parte delle tracce romane di Castiglione.
A causa della sua posizione geografica fu zona molto contesa sia dalla diocesi di Brescia sia da Mantova, fino poi ad arrivare ad un equilibrio nel 1404 con la negoziazione tra la duchessa Caterina Visconti e Francesco Gonzaga. Pochi decenni dopo, il conflitto si rianimò fra le Signorie Gonzaga, Visconti e Scaligeri, fino a quando nel 1478 iniziò con il marchese Ferrante Gonzaga la sua storia autonoma di feudo. È di questo periodo la nascita di Luigi Gonzaga (1568) lo stesso che sarà proclamato santo nel 1726, e oggi venerato nel mondo come "il santo della gioventù". Nel 1612 Castiglione delle Stiviere ottenne il titolo di città.
La città stessa fu sede di due episodi della Guerra di successione spagnola, rispettivamente nel 1702 e nel 1706, durante la battaglia di Castiglione nella quale venne distrutto il vasto castello fortificato per mano delle truppe francesi dei generali Luigi Giuseppe di Borbone-Vendôme e Médan sotto il comando del Re di Francia Luigi XIV, schierate contro gli Imperiali austriaci.
A causa della politica filo francese dei suoi signori, accusati di fellonia contro l'impero, il principato fu occupato dalle truppe imperiali nel 1691 e di fatto sottoposto all'autorità dell'imperatore d'Austria a seguito di sequestro nel 1708 (i cittadini di Castiglione giurarono infatti proprio in quell'anno fedeltà assoluta all'Imperatore Giuseppe I d'Asburgo).
Nel 1773 il principe Luigi III Gonzaga, pretendente dello Stato, rinunciò ad ogni diritto sovrano a favore definitivamente dell'Austria anche sul ducato di Solferino e la signoria di Medole: Castiglione acquisì dunque in seguito il titolo di "principato" nei domini asburgici e dell'Impero Austriaco di Maria Teresa e Giuseppe II. Il 5 agosto del 1796 nelle sue campagne ebbe luogo la battaglia di Castiglione nella prima campagna d'Italia di Napoleone contro gli austriaci. Dalla Restaurazione (1815), Il dominio austriaco durò fino a quando nelle vicinanze si combatté, durante la Seconda guerra d'indipendenza italiana, la famosa battaglia di Solferino e San Martino (1859) che segnò una tappa fondamentale nella storia del Risorgimento, e ispirò il giovane Henry Dunant alla creazione di una delle associazioni umanitarie più importanti: la Croce Rossa Internazionale, idea che si concretizzò nel 1864 a Ginevra.
Alla fine della Seconda guerra d'indipendenza italiana, Castiglione entrò a far parte della provincia di Brescia, diventando capoluogo del Circondario di Castiglione delle Stiviere. Nel 1866, con la Terza guerra d'indipendenza italiana, fu annesso al Regno d'Italia quello che restava del Regno Lombardo-Veneto, compresa la provincia di Mantova nel territorio ridotto nel 1859. Nel 1868 il circondario di Castiglione delle Stiviere fu smembrato, assegnando la maggior parte del territorio alla provincia di Mantova, che tornava così nei suoi confini storici.
Il 4 marzo 1984 Marco Furlan e Wolfgang Abel, due studenti veronesi, vengono arrestati in flagranza di reato colti sul fatto mentre con due taniche di benzina stavano per dare fuoco alla "discoteca Melamara" di Castiglione delle Stiviere. Si interruppe quel giorno la catena di omicidi firmati dai due neonazisti con la sigla Ludwig.
Il 22 giugno 1991 papa Giovanni Paolo II fece visita a Castiglione.
Il 20 dicembre 2016 i cittadini di Castiglione delle Stiviere e di Solferino sono stati chiamati alle urne per esprimersi, con un referendum, a favore o contro la fusione dei due comuni. L'esito del referendum è stato contrario alla fusione.

### Battaglie
- Battaglia di Castiglione (assedio) - 1702 (Guerra di Successione di Spagna)
- Battaglia di Castiglione o "del monte Medolano" - 1706 (Guerra di Successione di Spagna)
- Battaglia di Castiglione - 1796 (Campagna d'Italia di Napoleone Bonaparte)

### Sovrani
- Alessandro Gonzaga 1415-1466
- Rodolfo Gonzaga 1452-1495
- Aloisio Gonzaga 1494-1549

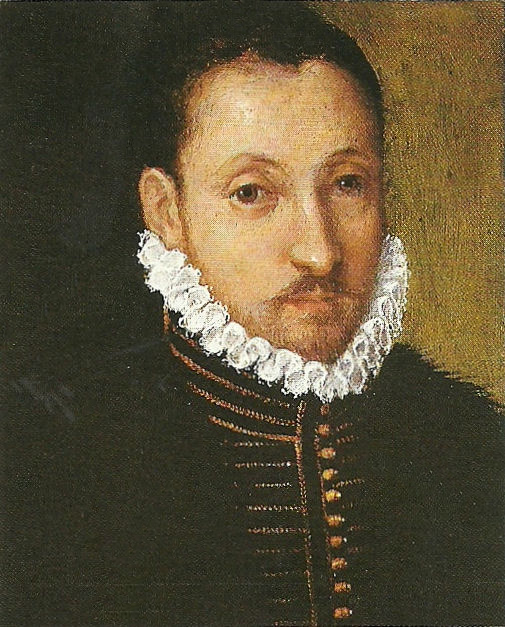
Ritratto di Ferrante Gonzaga, autore ignoto XVI secolo

- Ferrante Gonzaga 1544-1586, primo marchese (1571)
- Rodolfo Gonzaga 1569-1593, secondo marchese di Solferino
- Francesco Gonzaga 1577-1616, terzo marchese e principe (1609)
- Luigi Gonzaga 1611-1636, principe (1629)
- Ferdinando I Gonzaga 1614-1675
- Carlo Gonzaga 1616-1680, duca di Solferino
- Ferdinando II Gonzaga 1648-1723, dal 1691 pretendente esule
- (Luigi II Gonzaga 1680-1746, pretendente)
- (Ferdinando III 1768-1773, pretendente)
- (Luigi III Gonzaga 1773-1773, pretendente)
- Giuseppe I d'Asburgo (1708 - 1711)
- Carlo VI d'Asburgo (1711 - 1740) - reggenti direttamente su Castiglione per conto dell'Imperatore: Filippo d'Assia-Darmstadt, (1716-1735) - Governatore Conte Carlo Gaetano Stampa (1735-1737)
- Maria Teresa d'Austria (1740 - 1780) - con Maria Teresa d'Austria, nel 1772, Castiglione perse di fatto il titolo di "Principato"
- Giuseppe II d'Asburgo - Lorena (1780 - 1790)
- Leopoldo II d'Asburgo - Lorena (1790 - 1792)
- Francesco II d'Asburgo - Lorena (1792 - 1796)

### Simboli
Stemma
Il cane levriere d'argento ha assonanza col toponimo "Ca(n)stilione".
Gonfalone
Il gonfalone è un drappo di azzurro caricato dello stemma comunale, il cui campo è attualmente raffigurato anch'esso di azzurro.

## Monumenti e luoghi d'interesse

### Architetture religiose in città

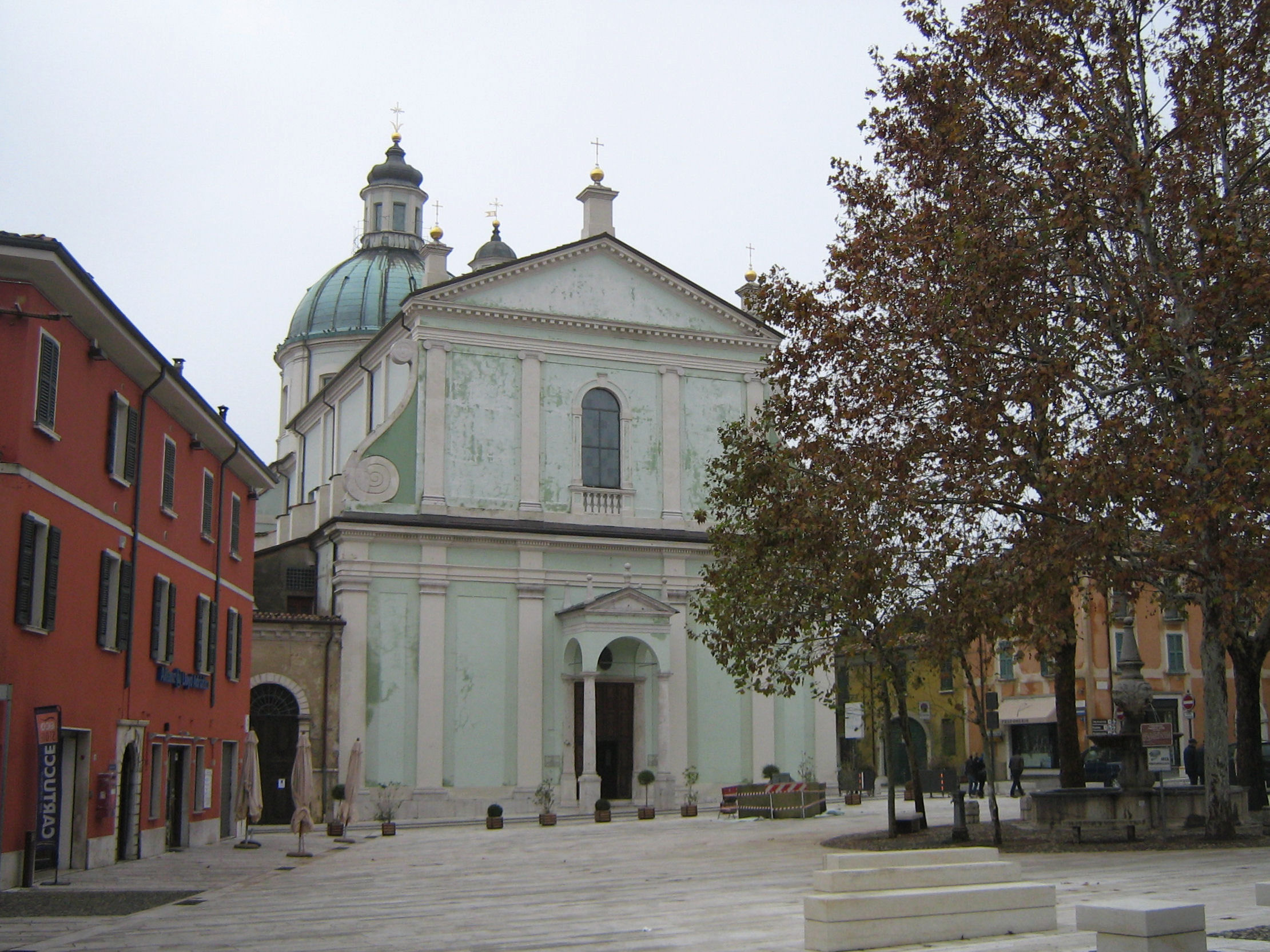
Basilica di San Luigi Gonzaga

- Basilica di San Luigi. Edificata agli inizi del Seicento su progetto del gesuita Luca Bienni di Salò in stile barocco, è dedicata al Santo patrono della Città San Luigi Gonzaga (di cui è conservato il teschio).
- Duomo. Edificato nel 1761 dall'architetto Giovan Battista Groppi, conserva al suo interno vari dipinti, tra i quali una pala del grande pittore siciliano Pietro Novelli e una tela del 1989 del pittore Franco Ferlenga.
- Basilica di San Sebastiano, eretta nelle mura del castello nel 1577.
- Chiesa della Concezione della Beata Vergine. Detta anche Chiesa della Buona Morte perché sede dell'antica Confraternita, fu eretta nel XVI secolo e affidata ai Francescani.
- Chiesa dei Disciplini. Accanto al Duomo, risale al XVI secolo.
- Famedio. Già Chiesa del Rosario, è un tempio a pianta ottagonale in onore dei caduti di tutte le guerre.
- Cimitero Comunale. Ampliato nel 1889 dall’architetto castiglionese Arturo Agostini.[38]
- Chiesa dei Cappuccini.
- Chiesa e convento di San Pietro.
- Chiesa della Visitazione della Beata Vergine Maria.
- Chiesa di San Giuseppe. Del XVII secolo.[39]

### Architetture religiose fuori città

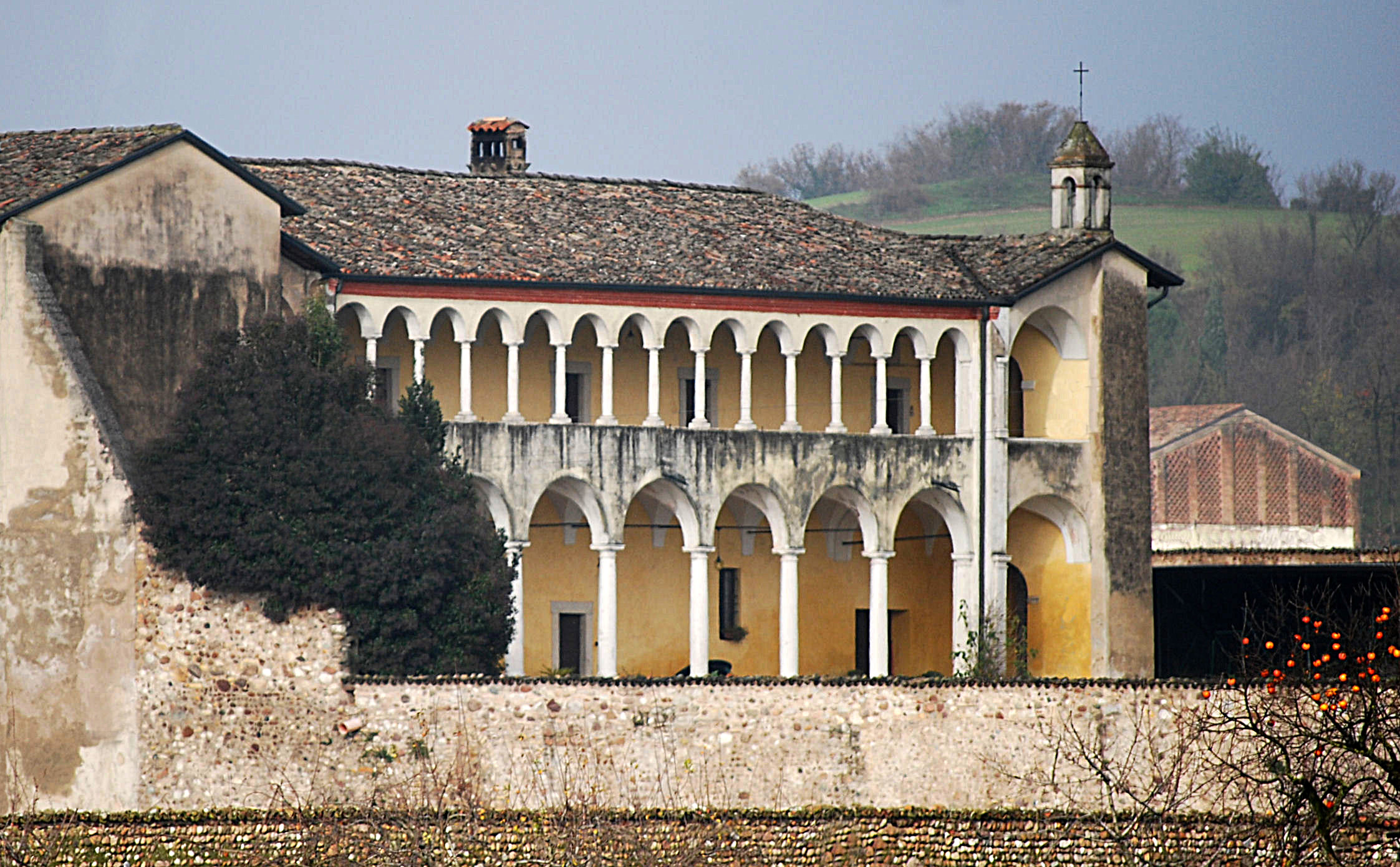
Convento di Santa Maria

- Convento di Santa Maria. Del XVI secolo, è situato a 2 km in frazione Santa Maria.
- Chiesa di Santa Maria della Rosa (o della Ghisiola), risalente al XV secolo.
- Convento dell'Annunciata. Situato nel limitrofo comune di Medole, il convento ebbe origine da una donazione fatta da Guglielmo Luchino di Castel Goffredo di un oratorio privato, con casa e orto contigui, assegnato agli Eremitani di Sant'Agostino con breve di Papa Callisto III del 1455. Fino alla metà del Seicento fece parte del marchesato di Castel Goffredo, prima di passare dopo aspre contese al principato di Castiglione delle Stiviere. Il convento fu più volte visitato dal giovane San Luigi Gonzaga, molto devoto all'immagine della Vergine che vi era custodita. Il Beato Luigi Gonzaga molte volte essendo al secolo visitò questa Santa Immagine, a essa riverente offriva sé stesso, come si dava vedere dalla divozione e pietà nota del Santo, narra un documento dell'epoca[40].
- Chiesa di Santa Giulia (Grole)

### Architetture civili

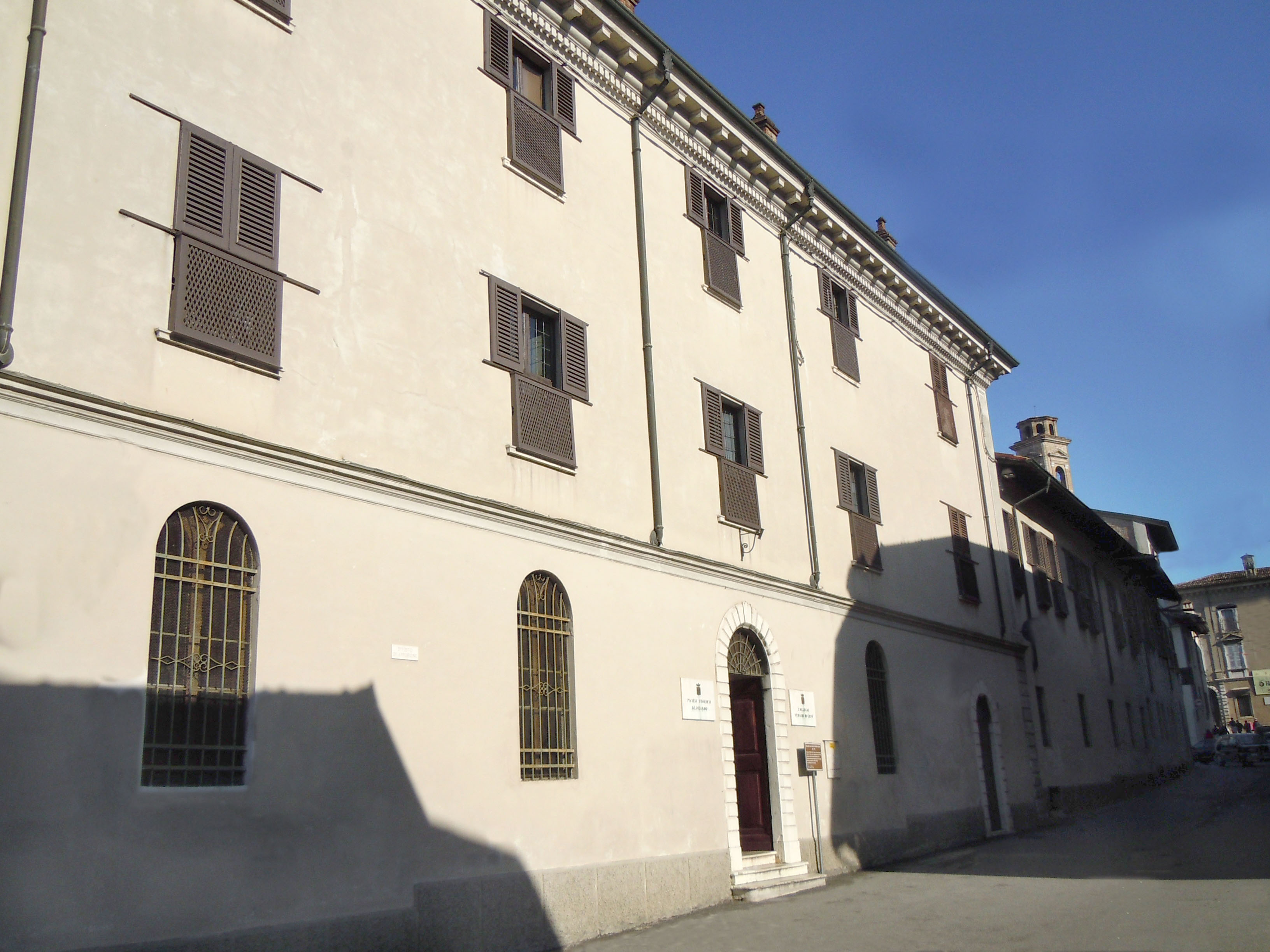
Collegio delle Vergini di Gesù

- Collegio delle Nobili Vergini di Gesù[41]. Edificato nella seconda metà del XVI secolo, antica residenza della famiglia Aliprandi, nel 1608 venne adibito a collegio per l'educazione delle ragazze di nobile famiglia dalle sorelle Cinzia, Olimpia e Gridonia Gonzaga, nipoti di san Luigi. Il collegio venne riconosciuto come ente morale nel 1930 e le Vergini di Gesù vennero approvate dalla Santa Sede nel 1952.
- Teatro Sociale. Opera tarda del noto architetto ticinese Luigi Canonica.
- Palazzo del Principe. Risalente alla fine del Quattrocento, era la residenza cittadina dei Gonzaga. All'interno vi sono tracce di affreschi mantegneschi.
- Villa Brescianelli, edificata dal canonico Vincenzo Brescianelli nel 1763.
- Palazzo Bondoni Pastorio.
- Palazzo Pastore.
- Palazzo Beschi-Fattori.
- Palazzo Beschi.
- Casa Nodari.
- Palazzo Menghini.
- Palazzo Zappaglia.[42]
- Casino Pernestano. Edificio del XVII secolo in località Gozzolina, fu fatto costruire dal marchese Francesco Gonzaga come residenza estiva.
- Monumento alle Donne Eroiche.

### Architetture militari
- Castello. Residenza estiva della famiglia Gonzaga dove ebbe la luce San Luigi, cui è dedicata la Basilica in Piazza San Luigi, meta di pellegrinaggi di fedeli. Recentemente, durante gli scavi per la costruzione di un nuovo parcheggio, in prossimità della scalinata che sale al Castello, sono stati rinvenuti i resti di un antico edificio.[senza fonte]
- Mura gonzaghesche, a difesa del castello.
- Torre delle prigioni. in Piazza Dallò.

### Altro

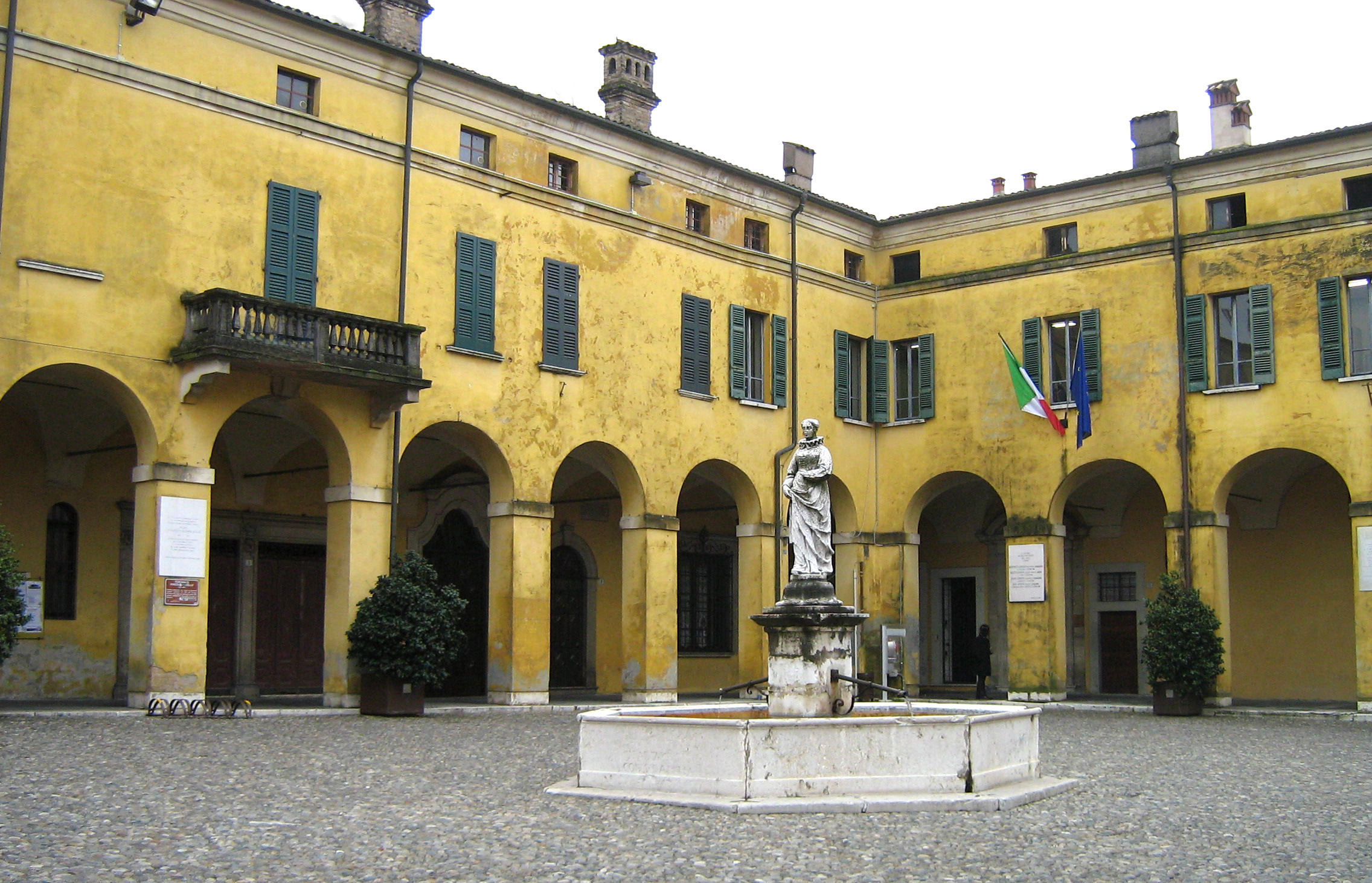
Piazza Ugo Dallò, con fontana e statua a Domenica Calubini

- Piazza Ugo Dallò, detta anche piazza Colonna. All'angolo di questa piazza con via Giovanni Chiassi si trova una particolarità unica, in quanto vi è appesa la cosiddetta costa della balena. Si tratta in realtà di una mandibola di balena donata, nella seconda metà del XVIII secolo, da Carlo Brescianelli e creduta una costola del cetaceo dalla popolazione. Durante il breve arco temporale della RSI venne intitolata a Ettore Muti. Ai tempi dei Gonzaga era detta Piazza Colonna e rappresentava il centro amministrativo e giuridico della città. Prendeva il suo nome dalla Colonna della Giustizia - tuttora presente - che porta sulla sua sommità la statua di Astrea e presso la quale venivano eseguite le sentenze capitali. Al centro della piazza sorge la fontana ettagonale con la seicentesca statua di Domenica Calubini[43], fatta erigere da Francesco Gonzaga a ricordo della virtù di questa giovane donna, che preferì morire piuttosto che cedere alle prepotenze di un giovane del luogo (la tradizione che parla di un soldato straniero è priva di fondamento). Di fronte alla piazza si trova il complesso edilizio del Palazzo del Principe. Ne fanno parte la Torretta e il Fontanino delle Prigioni, che derivano il loro nome dall'attiguo antico edificio carcerario.

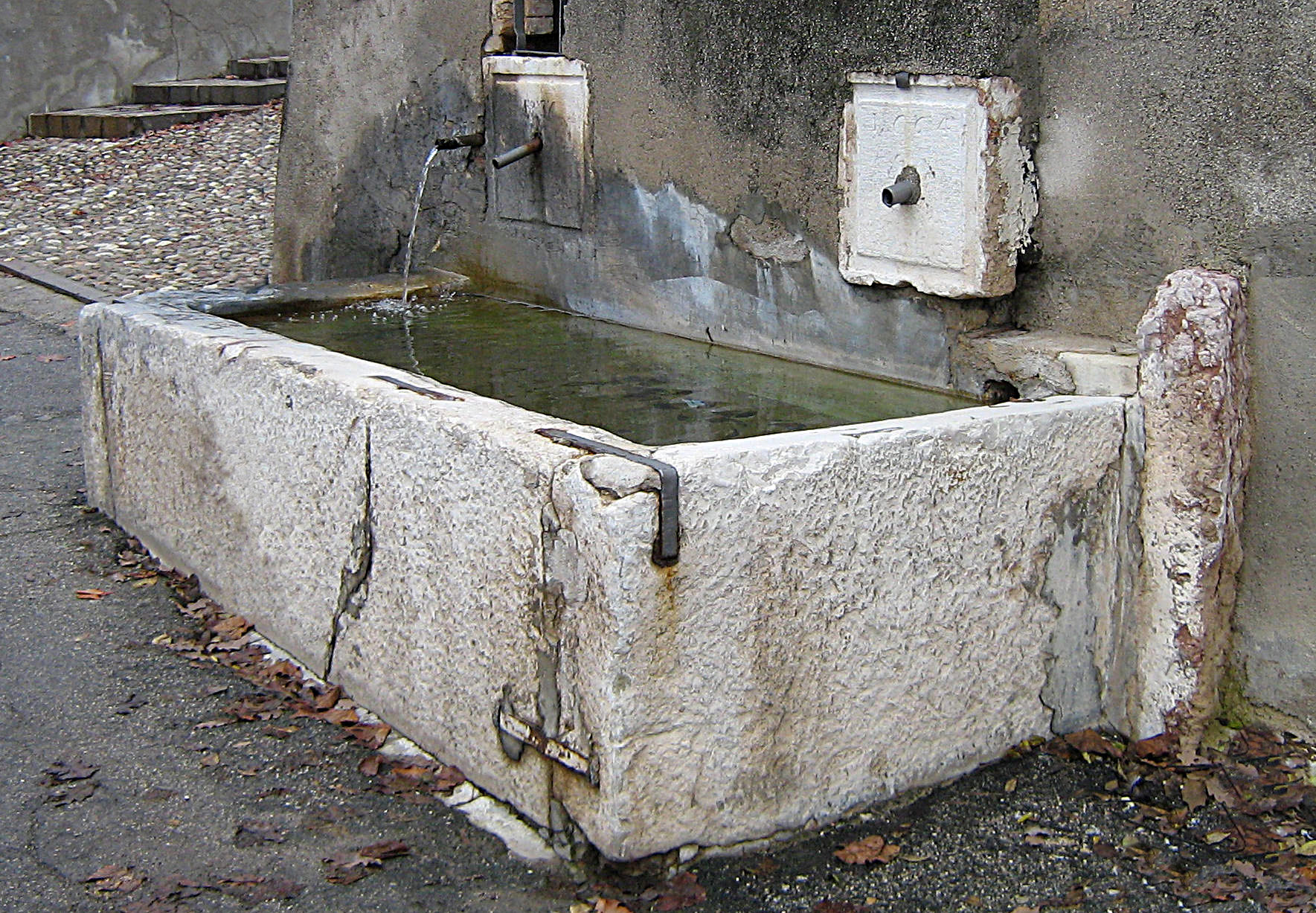
Fontana

- Piazza San Luigi. Centro della vita cittadina, la piazza ospita la fontana tardo barocca, circondata da platani, del 1753. Sulla piazza si affaccia la Basilica di San Luigi Gonzaga e l'annesso Convento dei Gesuiti (oggi sede del Comune), progettati dall'architetto gesuita Luca Bienni da Salò (1572-1613).
- Via Marconi, sulla quale si affacciano importanti palazzi nobiliari del Settecento e Ottocento.
- Via Chiassi, importante arteria del centro storico.
- Grazie alla sua ricchezza idrogeologica e al conseguente cospicuo numero di fontane che ne caratterizzano l'aspetto urbanistico, Castiglione delle Stiviere viene indicato anche come il Paese delle Fontane. Fra le principali si ricordano quelle di piazza Dallò e di piazza San Luigi, la Fontana delle Tre Torri (in via Sinigaglia, coperta da porticato) e la più antica, quella di Palazzina, risalente ai primi anni del XII secolo.

### Aree naturali
- Parco Colline Moreniche di Castiglione, parco locale d'interesse sovracomunale.
- Parco Pastore e Parco Desenzani. Attiguo all'omonimo palazzo il primo, contiguo il secondo, sono una grande oasi verde nel cuore della città. Fra le specie arboree gli ippocastani, le robinie, i carpini, i bagolari e i sambuchi.
- Zona umida di Valle. Zona palustre e di torbiera sul confine tra Castiglione e Lonato del Garda che vanta una peculiare varietà floro-faunistica e sottoposta a partire dal 2013 a una serie di interventi di rinaturalizzazione e valorizzazione, con sentieri, spazi di oasi e punti di osservazione per il bird-watching.

## Società

### Evoluzione demografica
Al 31 dicembre 2009 Castiglione delle Stiviere era il 2º comune più popoloso della provincia di Mantova, con una popolazione di 22 326 abitanti.
Abitanti censiti

### Etnie e minoranze straniere
Gli stranieri residenti nel comune sono 4 996, ovvero il 21% della popolazione (una delle percentuali più alte della provincia). Di seguito sono riportati i gruppi più consistenti al 31 dicembre 2018:
1. Romania, 854
2. India, 712
3. Marocco, 591
4. Cina, 512
5. Albania, 363
6. Pakistan, 260
7. Nigeria, 250
8. Moldavia, 178
9. Bangladesh, 140
10. Ucraina, 130

### Lingue e dialetti
Il dialetto locale, appartiene alla famiglia dei dialetti dell'Alto Mantovano, rappresenta delle varietà di transizione tra il dialetto bresciano, molto simile in particolare a quello parlato nella Bassa Bresciana e nell'area gardesana, e il dialetto mantovano, soprattutto per quanto riguarda la fonetica, mentre è conservata la grammatica e la struttura delle parlate lombarde.

### Religione

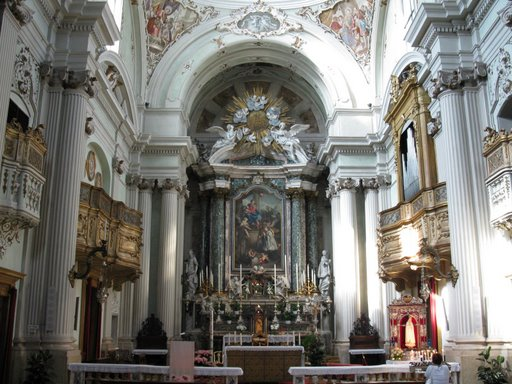
Interno della basilica di San Luigi Gonzaga

La religione maggiormente praticata a Castiglione delle Stiviere è, come per l'Italia, quella cattolica. La parrocchia di Castiglione delle Stiviere appartiene alla diocesi di Mantova. Gli stranieri residenti invece, sono in prevalenza induisti, sikh e musulmani. In città esistono anche alcune famiglie di Testimoni di Geova.

### Tradizioni e folclore
- Festa di San Luigi Gonzaga: 9 marzo (nascita), 21 giugno (morte).

### Istituzioni, enti e associazioni
Castiglione delle Stiviere ospita sul suo territorio, in Località Ghisiola, l'Ospedale psichiatrico giudiziario, struttura di rilevanza nazionale.

## Cultura

### Biblioteche

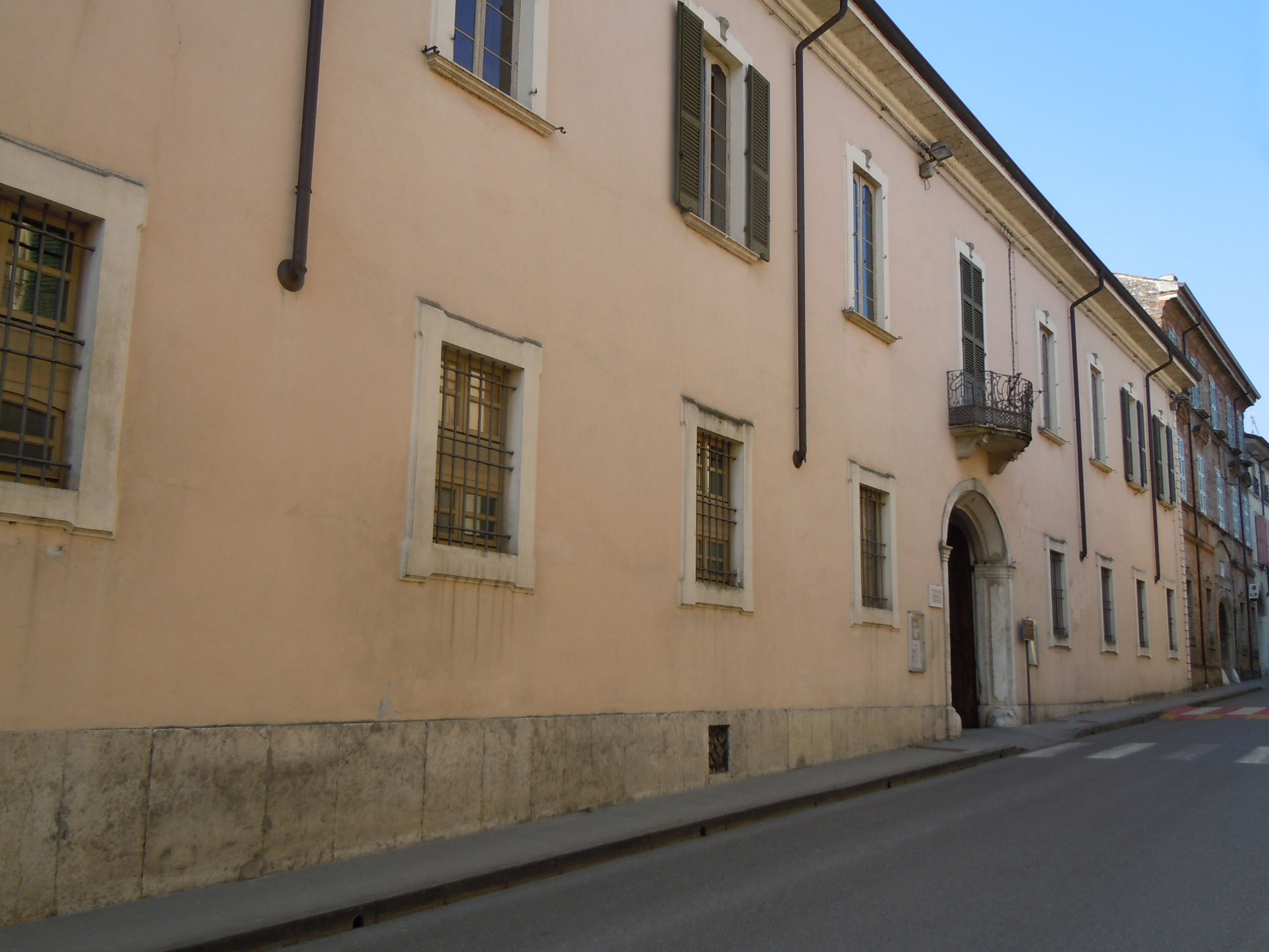
Palazzo Pastore

La Biblioteca comunale di Castiglione delle Stiviere ha sede in via Ascoli, 31 nel prestigioso Palazzo Pastore e aderisce al Sistema bibliotecario Ovest Mantovano.
Il palazzo, costruito su una preesistente “casa con bottega” del '500, fu progettato come abitazione per la famiglia di Giuseppe Ignazio Pastore (†1863) che vi risiede dall'Ottocento sino al 1969, anno in cui la proprietà viene ceduta al Comune di Castiglione delle Stiviere.
La costruzione è formata da un imponente corpo di fabbrica diviso in due ali e chiuso su un lato da un porticato e dall'altro da due sezioni ribassate e unite dal cancello che apre sul giardino interno e sull'ampio parco utilizzato come maneggio dalla famiglia Pastore, oggi adibito a giardino pubblico.
La Biblioteca di Palazzo Pastore ospita, nelle sale al primo piano, libri di narrativa e saggistica per adulti, DVD, CD, riviste e quotidiani, area wireless. Al piano terra del Palazzo sono collocati i libri per bambini e ragazzi, la mediateca, una sala conferenze e sale per esposizioni.
La biblioteca è a scaffale aperto e offre attualmente un patrimonio di oltre 60 000 documenti; effettua servizio di prestito interbibliotecario provinciale e nazionale; organizza attività di promozione alla lettura.
Palazzo Menghini (sito in via Cesare Battisti) è stato luogo della biblioteca per bambini e ragazzi, ora riunita nella biblioteca di via Ascoli.

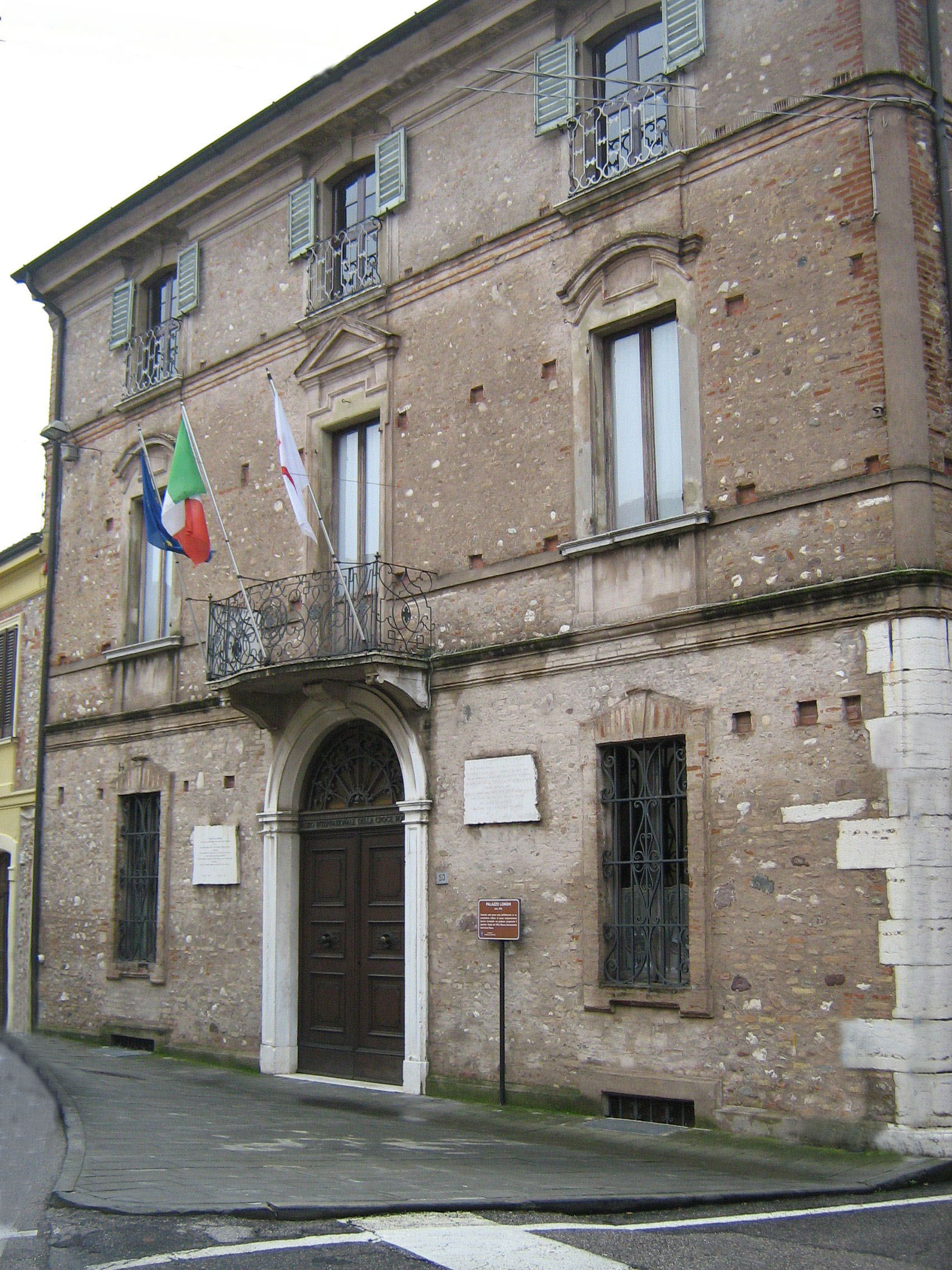
Museo internazionale della Croce Rossa

### Scuole
Le scuole sono: San Pietro, Cesare Battisti, Collegio Vergini di Gesù, Belvedere, Istituto Statale d'Istruzione Superiore "Francesco Gonzaga" con liceo Classico, Scientifico, Linguistico, Amministrazione Finanza e Marketing (ex ragioneria), Turismo, Sistemi Informativi Aziendali, Scienze Umane e Scientifico opzione Scienze Applicate, CFP For.Ma, Fondazione Casa del Giovane Don Mario Bottoglia.
Sono presenti due istituti comprensivi: l'Istituto Statale Comprensivo "Castiglione delle Stiviere 1" e l'Istituto Statale Comprensivo "Castiglione delle Stiviere 2".
Nella frazione di Gozzolina sono presenti una scuola materna e una scuola elementare (dell'Istituto Statale Comprensivo "Castiglione delle Stiviere 2"), mentre a Grole è presente una scuola materna intitolata a Gianni Rodari (dell'Istituto Statale Comprensivo "Castiglione delle Stiviere 1").
La scuola primaria "Belvedere" è intitolata a Dante Alighieri. Il nome "Belvedere" si riferisce alla collina su cui sorge l'intero quartiere e la scuola.

### Musei
- Museo storico aloisiano, allestito nel collegio delle nobili Vergini di Gesù.
- Museo internazionale della Croce Rossa, nel settecentesco palazzo Triulzi-Longhi.
- Museo di Palazzo Bondoni Pastorio, fondato da Maria Simonetta Bondoni Pastorio, ultima discendente della famiglia che per sei secoli ha posseduto la dimora

### Media
- Culturando (settimanale televisivo).

#### Radio
- Tempo Radio 100.1.

### Cucina

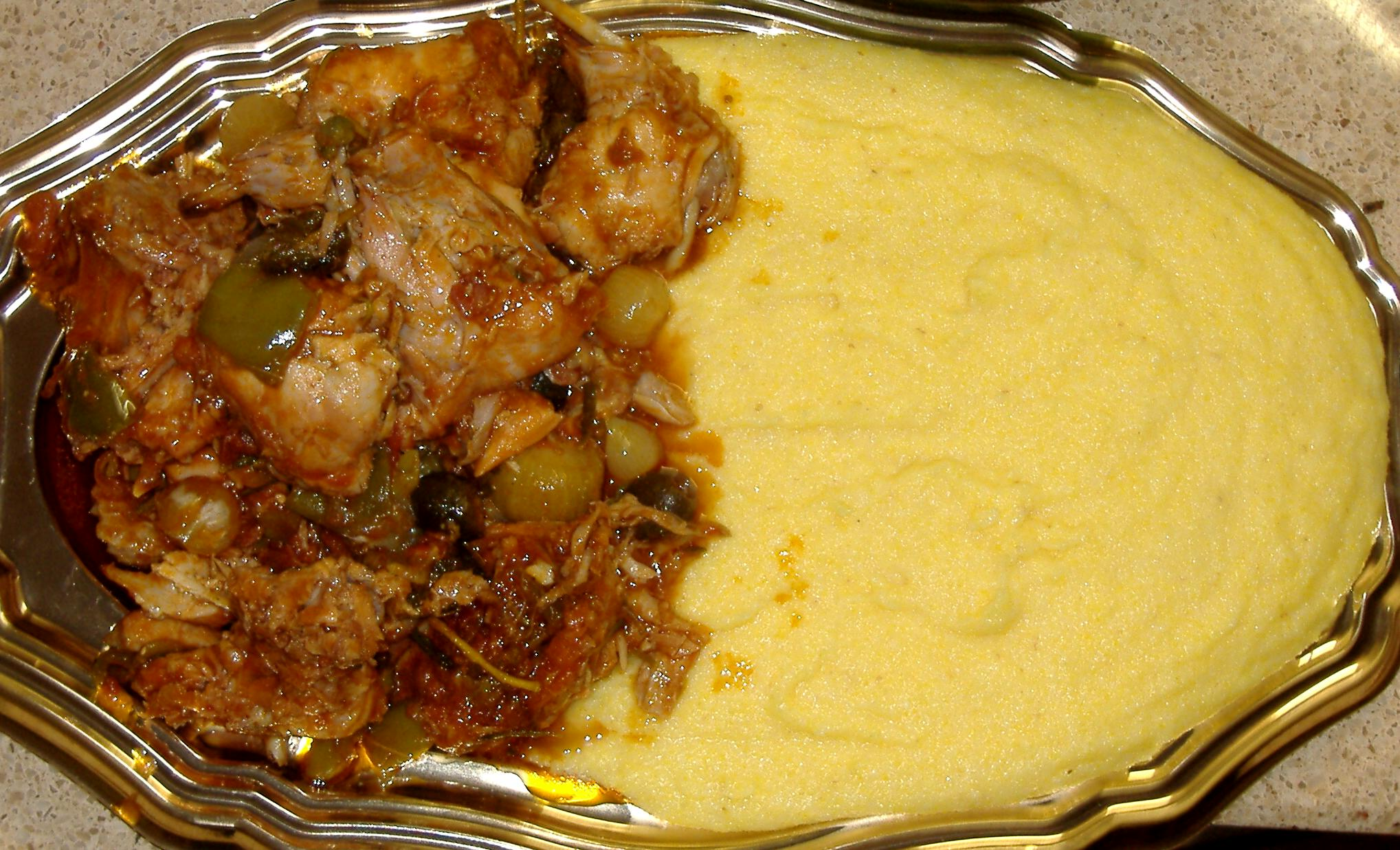
Polenta e coniglio in umido.

La cucina di Castiglione delle Stiviere è tipica dell'arte culinaria mantovana e risente molto della vicinanza della cucina bresciana. I piatti caratteristici sono i primi piatti di pasta ripiena, tortelli e agnoli in testa.
Alcuni piatti tipici sono:
- Malfacc, piatto De.C.O.[51]
- Salame nostrano tipico di Castiglione delle Stiviere, prodotto De.C.O.[52]
- Gnocchi di patate
- Gallina ripiena
- Salame cotto
- Luccio in bianco
- Salame di Gozzolina
- Anatra
- Anello di san Luigi Gonzaga, un dolce a forma di ciambella tipico di Castiglione, così chiamato in onore del santo, costituito da farina, zucchero, burro, uova e strati di mandorle e cosparso di zucchero a velo.[53][54]

## Geografia antropica

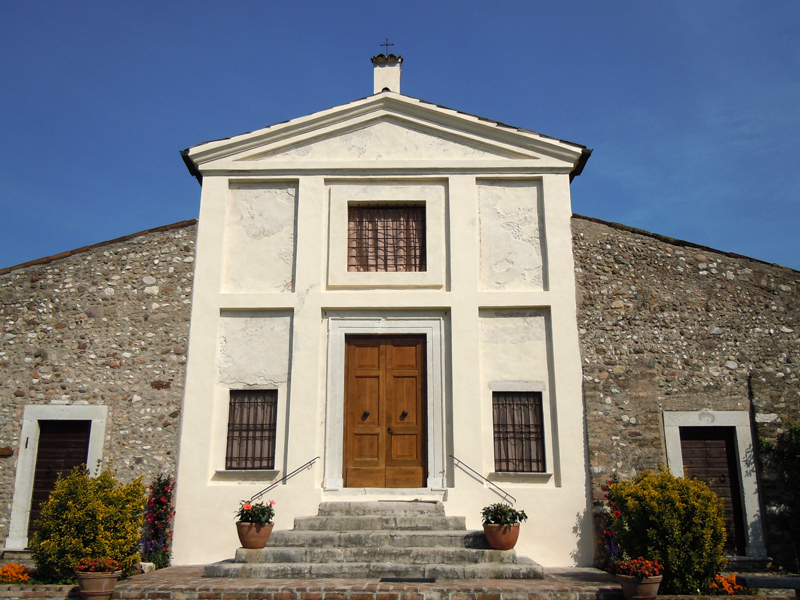
Chiesa di Santa Maria della Rosa, in località Ghisiola

### Frazioni
- Astore
- Gozzolina
- Grole
- San Vigilio
- Bertasetti
- Prede
- Barche di Castiglione
- Pedercini
- Fichetto
- Santa Maria

#### Altre località del territorio
- Ghisiola, ospita la Chiesa di Santa Maria della Rosa, del XV secolo. Nella zona è presente anche l'Ospedale psichiatrico giudiziario, struttura di rilevanza nazionale.[48]

## Economia

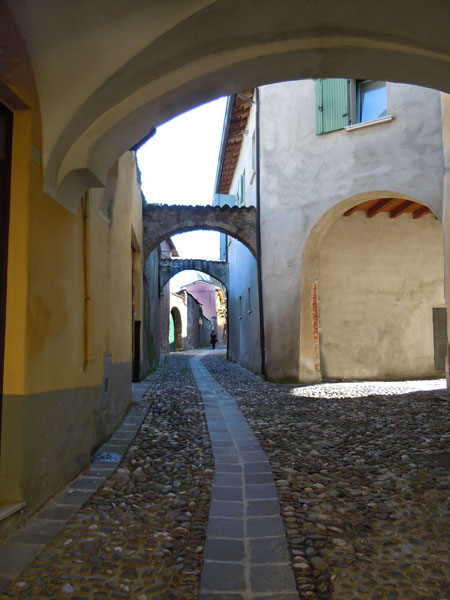
Vicolo centro storico, in via Chiassi

### Agricoltura
In conseguenza di una certa difficoltà nei sistemi di irrigazione del territorio, prevalentemente collinare, e del suolo morenico-sassoso, scarsamente produttivo, l'agricoltura castiglionese non è mai stata particolarmente florida.

#### Le unità di misura castiglionesi
Pur essendo un piccolo comune, sin dall'epoca medioevale Castiglione delle Stiviere ha rivestito una grande importanza per l'economia agricola della zona, essendo il centro di raccolta, anche per i comuni limitrofi, delle derrate agricole dovute dai contadini all'amministrazione feudale.
Probabilmente proprio da questa funzione "erariale" deriva sia il termine "stiviere", intese come i magazzini che contenevano le "stive", ovvero i cumuli formati dall'ammasso di granaglie, legumi, farine o legname ceduo, sia il privilegio di avere proprie e distinte unità di misura inerenti alle principali occorrenze agrarie, adottando invece le unità di misura bresciane o mantovane, relativamente al commercio di beni non direttamente derivanti dalla produzione agricola.
Le unità di misura esclusivamente castiglionesi sono il piò, pari a 3 194,3931 m², per la misura di superficie dei terreni agricoli, la soma, pari a 152 dm³, come misura di capacità per granaglie e farine, e il soglio, pari a 51 l, come misura per i liquidi.
Dopo la caduta del Regno Lombardo-Veneto, tali misure vennero gradatamente sostituite negli usi e nei commerci, fino a divenire desuete. Con l'eccezione del Piò, tuttora utilizzato in alcuni contratti agrari.
| TABELLA DI RAFFRONTO delle principali misure castiglionesi con il sistema metrico decimale |          |            |                      |                             |
| Unità di misura                                                                            | Unità SI | Valore     | Divisibilità         | Glossa                      |
| Misure Lineari                                                                             |          |            |                      |                             |
| Generiche                                                                                  |          |            |                      |                             |
| Cavezzo                                                                                    | m        | 2,852      | in 6 braccia         | (a)                         |
| Braccio                                                                                    | m        | 0,475      | in 12 once           | (a)                         |
| Oncia                                                                                      | m        | 0,040      | -                    | (a)                         |
| Tessuti                                                                                    |          |            |                      |                             |
| Braccio da seta                                                                            | m        | 0,640      | in 16 once da seta   | (a)                         |
| Oncia da seta                                                                              | m        | 0,040      | -                    | (a)                         |
| Braccio da panno                                                                           | m        | 0,674      | in 17 once da panno  | (a)                         |
| Oncia da panno                                                                             | m        | 0,040      | -                    | (a)                         |
| Misure della Superficie                                                                    |          |            |                      |                             |
| Agrarie                                                                                    |          |            |                      |                             |
| Piò                                                                                        | m2       | 3 194,3931 | in 100 tavole        | Dissimile dal piò bresciano |
| Tavola                                                                                     | m2       | 31,943     | in 4 pertiche        |                             |
| Pertica                                                                                    | m2       | 7,986      | in 36 piedi          |                             |
| Piede                                                                                      | m2       | 0,222      | in 2 mezzi piedi     |                             |
| Mezzo piede                                                                                | m2       | 0,111      | -                    | (b)                         |
| Architettoniche                                                                            |          |            |                      |                             |
| Braccio quadrato                                                                           | m2       | 0,226      | in 12 Once quadrate  | (a)                         |
| Oncia quadrata                                                                             | m2       | 0,019      | -                    | (a)                         |
| Misure della Capacità                                                                      |          |            |                      |                             |
| Granaglie                                                                                  |          |            |                      |                             |
| Soma                                                                                       | dm³      | 152,000    | in 12 quarte         | Dissimile da altre some     |
| Quarta                                                                                     | dm³      | 12,667     | in 4 coppi           |                             |
| Coppo                                                                                      | dm³      | 3,167      | -                    |                             |
| Liquidi                                                                                    |          |            |                      |                             |
| Soglio                                                                                     | L        | 51,000     | in 66 boccali        | Dissimile da altri sogli    |
| Boccale                                                                                    | L        | 0,773      | in due mezzi boccali |                             |
| Mezzo boccale                                                                              | L        | 0,386      | -                    |                             |
| Misure del Peso                                                                            |          |            |                      |                             |
| Commerciali                                                                                |          |            |                      |                             |
| Soma                                                                                       | kg       | 160,406    | in 20 pesi           | (a)                         |
| Peso                                                                                       | kg       | 8,020      | in 25 libbre         | (a)                         |
| Libbra                                                                                     | kg       | 0,321      | in 12 once           | (a)                         |
| Oncia                                                                                      | kg       | 0,027      | -                    | (a)                         |
| Calce                                                                                      |          |            |                      |                             |
| Staio                                                                                      | kg       | 48,121     | in 12 pesi           | (a) (c)                     |
| Unità di misura                                                                            | Unità SI | Valore     | Divisibilità         | Glossa                      |

Glosse:
- (a) Uguale o simile all'omonima unità di misura bresciana
- (b) Il "mezzo piede" rappresentava il limite tollerato di approssimazione nelle misurazioni agrarie
- (c) Il "peso per calce" ha identico valore al "peso commerciale"

### Industria
All'inizio degli anni '60 Castiglione delle Stiviere si trovava in una situazione economica disastrosa, con altissimi indici di povertà e disoccupazione. Per questi motivi venne inclusa tra le "zone depresse del Centro-Nord" delineate dalla Legge 647/1950 e beneficiata delle facilitazioni fiscali previste dall'art. 8 della Legge 29 luglio 1957, n. 635, che stabiliva l'esenzione decennale dal pagamento di ogni tributo diretto sul reddito per le imprese artigiane e per le nuove piccole industrie che si fossero insediate nei comuni abitati con popolazione inferiore ai 10 000 abitanti, riconosciuti quali località economicamente depresse da un apposito comitato interministeriale.
Questa condizione di privilegio fiscale favorì l'insediamento di varie fabbriche, anche di livello internazionale. In brevissimo tempo l'economia locale si rafforzò, decollando verso uno sviluppo continuo, tanto che da paese di emigranti si è trasformato in un polo ricettivo dell'immigrazione, attirando lavoratori dal basso mantovano, poi dall'Italia meridionale e, più recentemente, dall'estero: questo ha portato a un incremento della popolazione residente pari al 140% e a un enorme ampliamento urbanistico ed edilizio.
Di notevole importanza economica per la cittadina di Castiglione delle Stiviere è la presenza di alcune aziende leader del mercato nei propri rispettivi settori merceologici, quali la Golden Lady nell'intimo, la Nestlé Purina nella zootecnia, Rosa prima infanzia nei materassi da bambini e la Barilla, l'Amica Chips, la Pata e la Sterilgarda nell'alimentare. Inoltre ci sono una sede commerciale di Procter & Gamble e lo stabilimento di Oyster cosmetics. Gamma & Bross nella produzione di arredamenti per parrucchieri, Huntsman nella chimica dei tensioattivi, corrieri e trasportatori quali Bertani e Messaggerie del Garda, nonché Piscine Castiglione, nelle cui vasche si è nuotato alle Olimpiadi di Pechino e ai Mondiali di nuoto di Roma 2009.
La zona industriale comprende grandi e piccole aziende di notevole importanza, che contribuiscono all'accrescimento delle opportunità economiche di questa città.

### Turismo
Lo sviluppo turistico della zona è legato principalmente alla vicinanza della città di Castiglione delle Stiviere col lago di Garda e le colline moreniche circostanti.

## Infrastrutture e trasporti

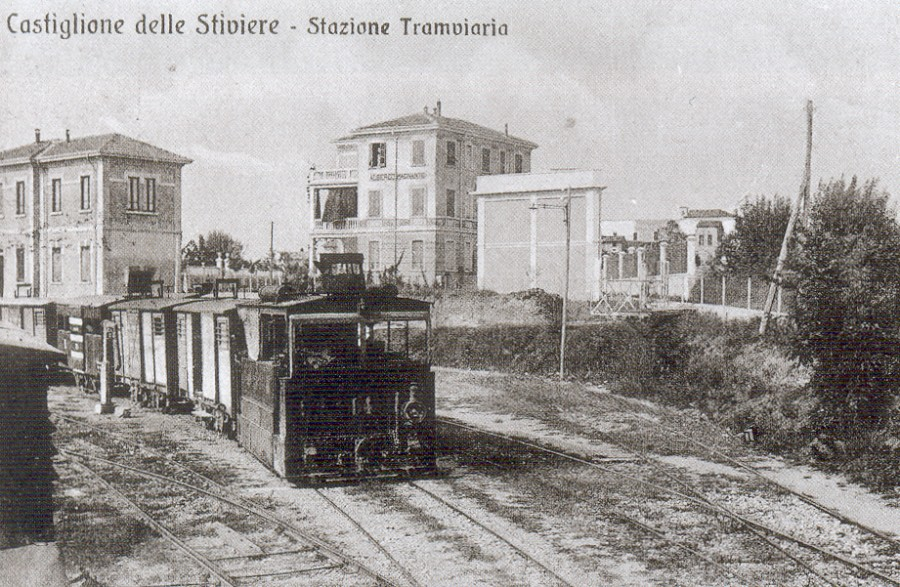
Stazione tranviaria di Castiglione delle Stiviere nel 1930

Il comune è attraversato dalle strade statali n° 236 Goitese e n° 567 del Benaco.
Il casello autostradale più vicino è quello di Desenzano del Garda, situato sull'Autostrada A4. 
I trasporti interurbani di Castiglione delle Stiviere vengono svolti con autoservizi di linea gestiti da APAM.
La stazione tranviaria di Castiglione delle Stiviere, attiva fra il 1884 e il 1935 e il cui fabbricato viaggiatori è ancora esistente, assumeva importanza in virtù della presenza dei treni di due diverse amministrazioni: la diramazione per Desenzano del Garda della tranvia Brescia-Mantova-Ostiglia, inaugurata a cura di una società di diritto belga, era infatti interessata dalla circolazione dei treni TPM provenienti da Mantova che percorsa la linea sociale per Asola e la diramazione Casaloldo-Medole utilizzavano poi i binari della "belga".

## Amministrazione
| Periodo        | Periodo        | Primo cittadino                               | Partito                   | Carica      | Note          |
| -------------- | -------------- | --------------------------------------------- | ------------------------- | ----------- | ------------- |
| 8 maggio 1995  | 3 ottobre 1997 | Sante De Padova                               | Partito Popolare Italiano | Sindaco     | [ 57 ]        |
| 3 ottobre 1997 | 8 giugno 1998  | Francesco Vinci                               |                           | Commissario |               |
| 8 giugno 1998  | 28 maggio 2002 | Arturo Sigurtà                                | Lista civica              | Sindaco     | [ 58 ]        |
| 28 maggio 2002 | 21 maggio 2012 | Fabrizio Paganella                            | Forza Italia              | Sindaco     | [ 59 ] [ 60 ] |
| 22 maggio 2012 | 26 giugno 2017 | Alessandro Novellini                          | Partito Democratico       | Sindaco     | [ 61 ]        |
| 26 giugno 2017 | in carica      | Enrico Volpi (secondo mandato dal 13-06-2022) | Noi moderati              | Sindaco     | [ 1 ]         |

### Gemellaggi
- Bezzecca
- Monteprandone
- Barentin
- Leutkirch im Allgäu

## Sport
Ha sede nel comune la società di calcio Football Club Castiglione, fondata nel 1946, che ha militato in Lega Pro.

### Impianti sportivi
- Stadio Comunale "Ugo Lusetti", con capienza di 2 500 posti;
- Centro Natatorio Comunale "San Pietro".

## Galleria d'immagini

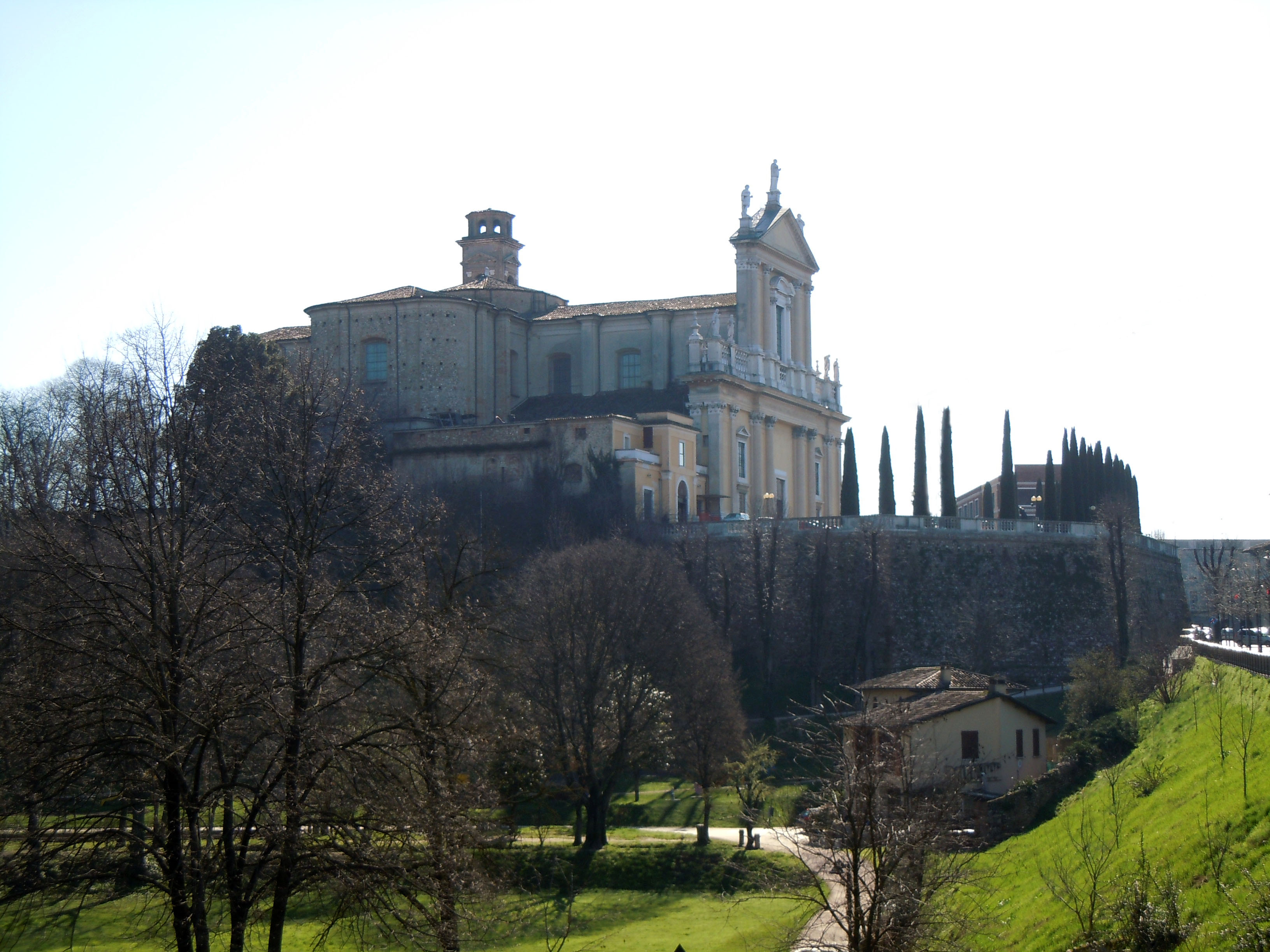
Duomo
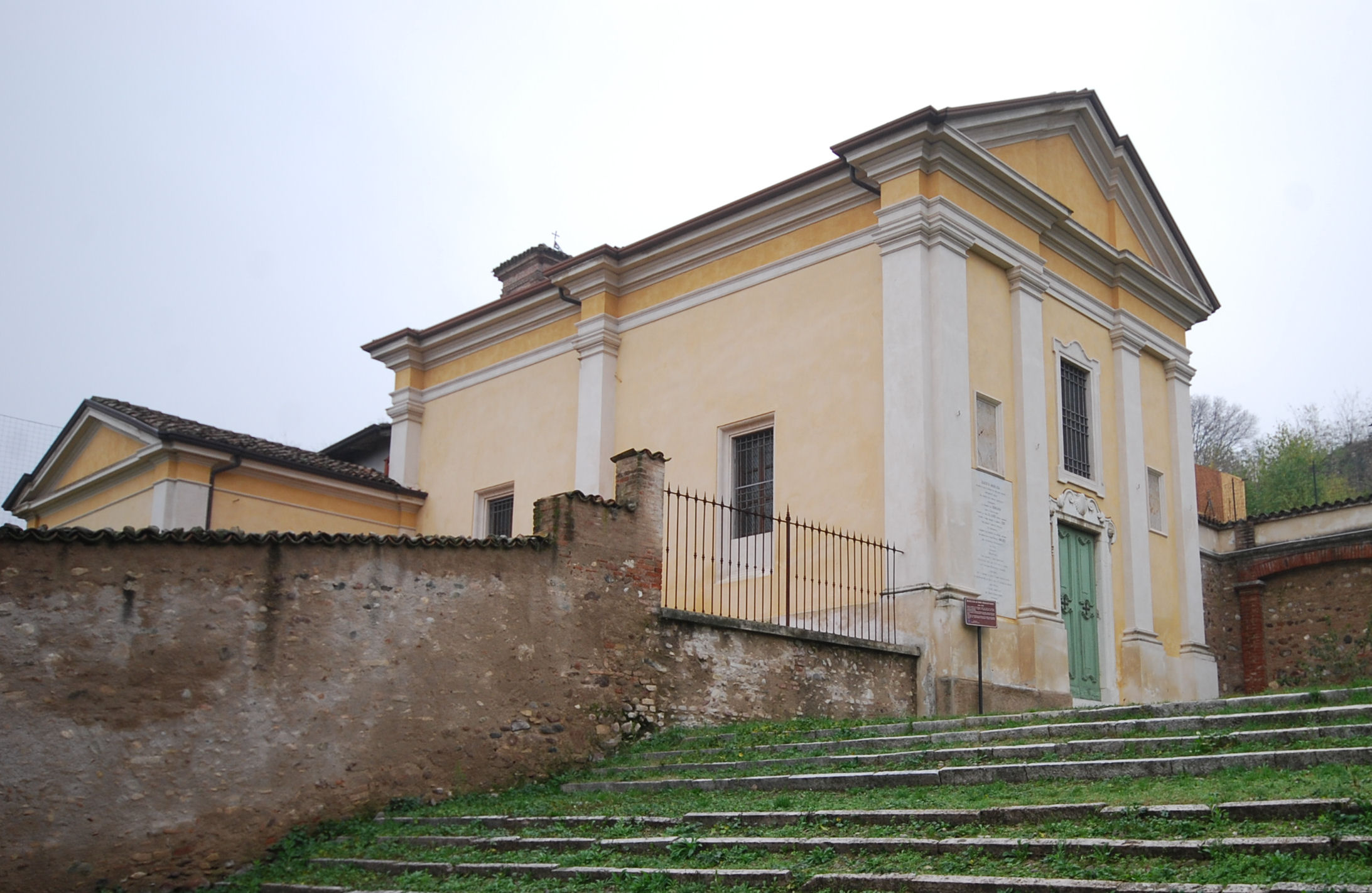
Basilica S. Sebastiano
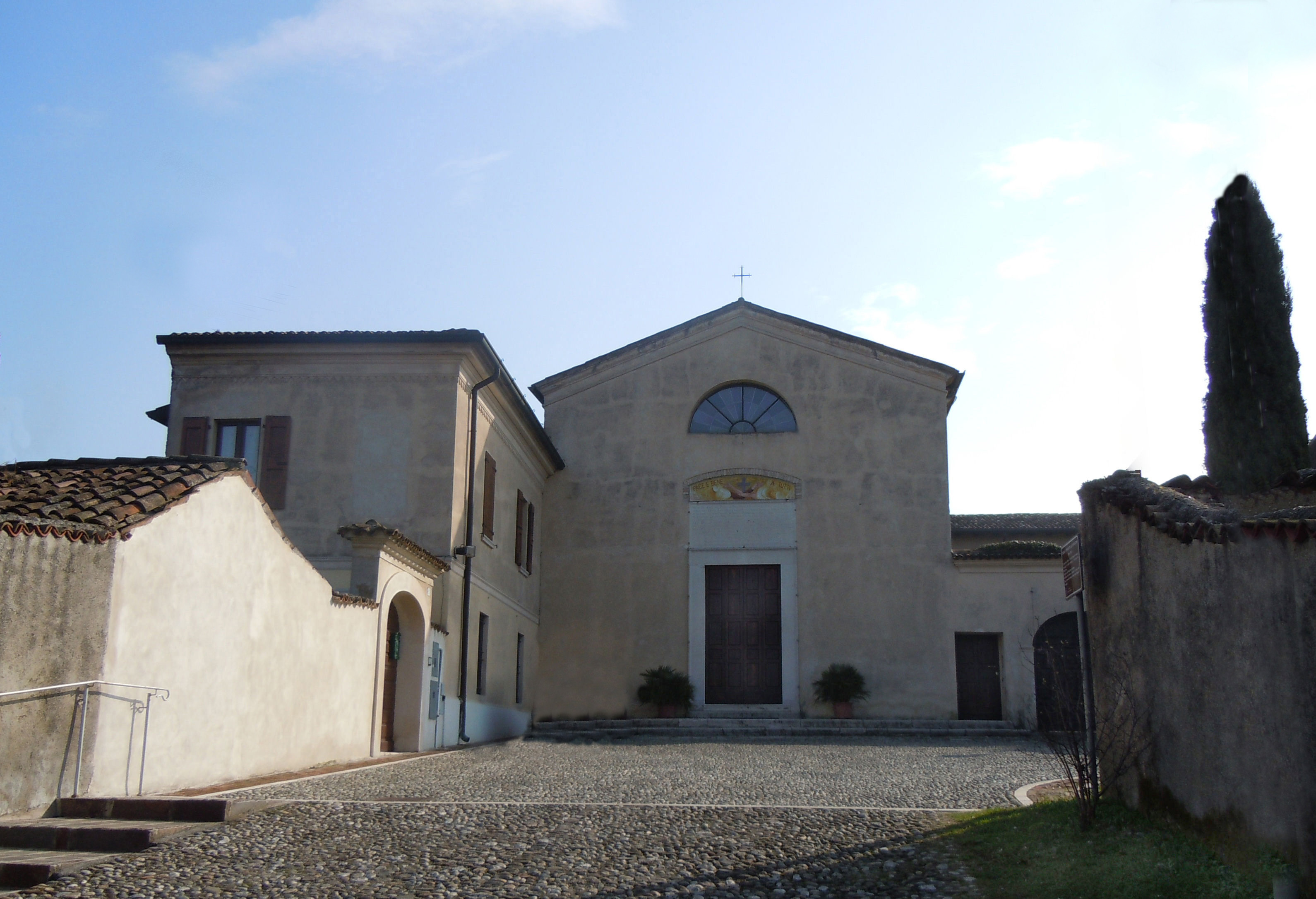
Convento dei Cappuccini
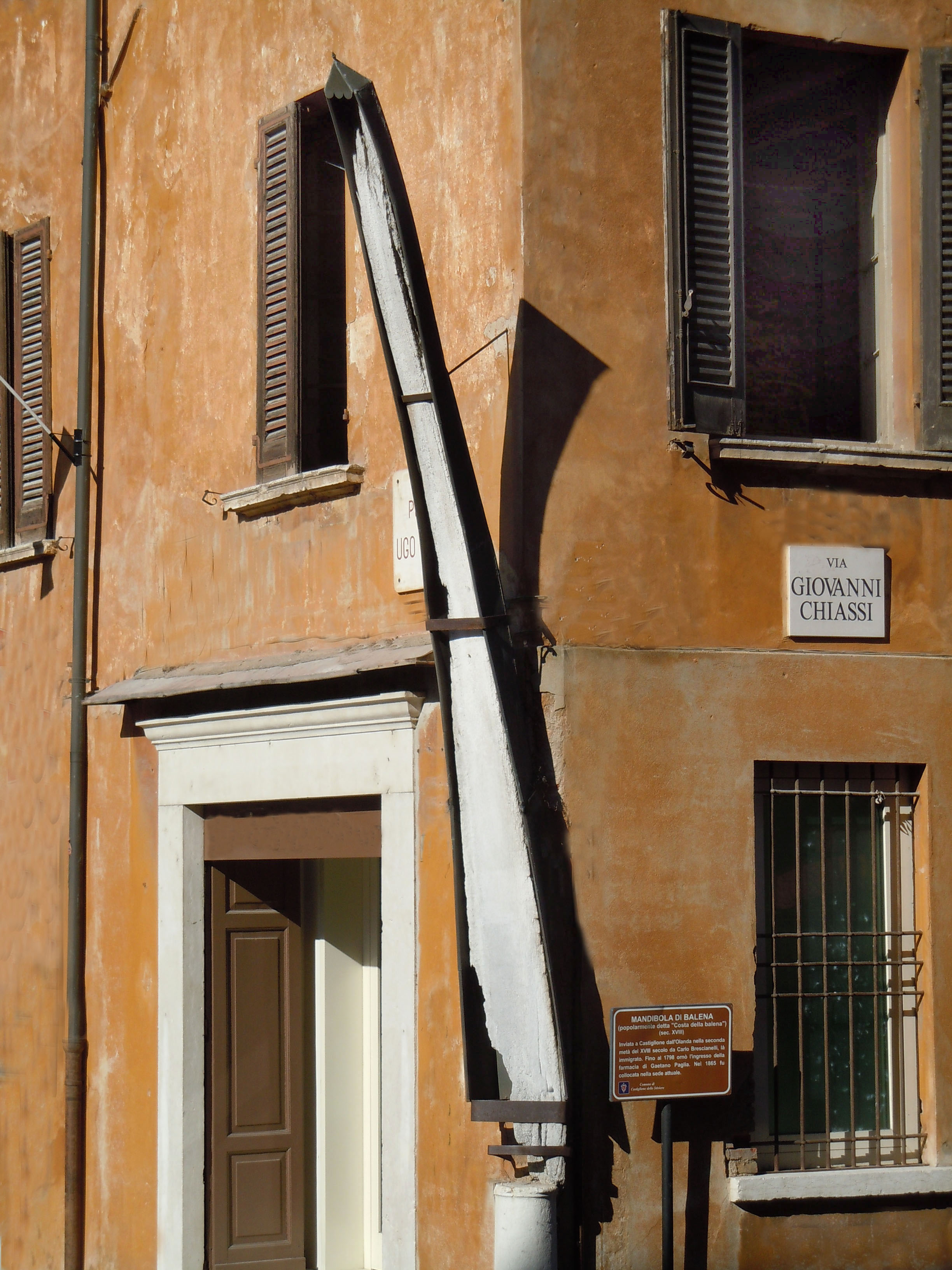
Costa della balena
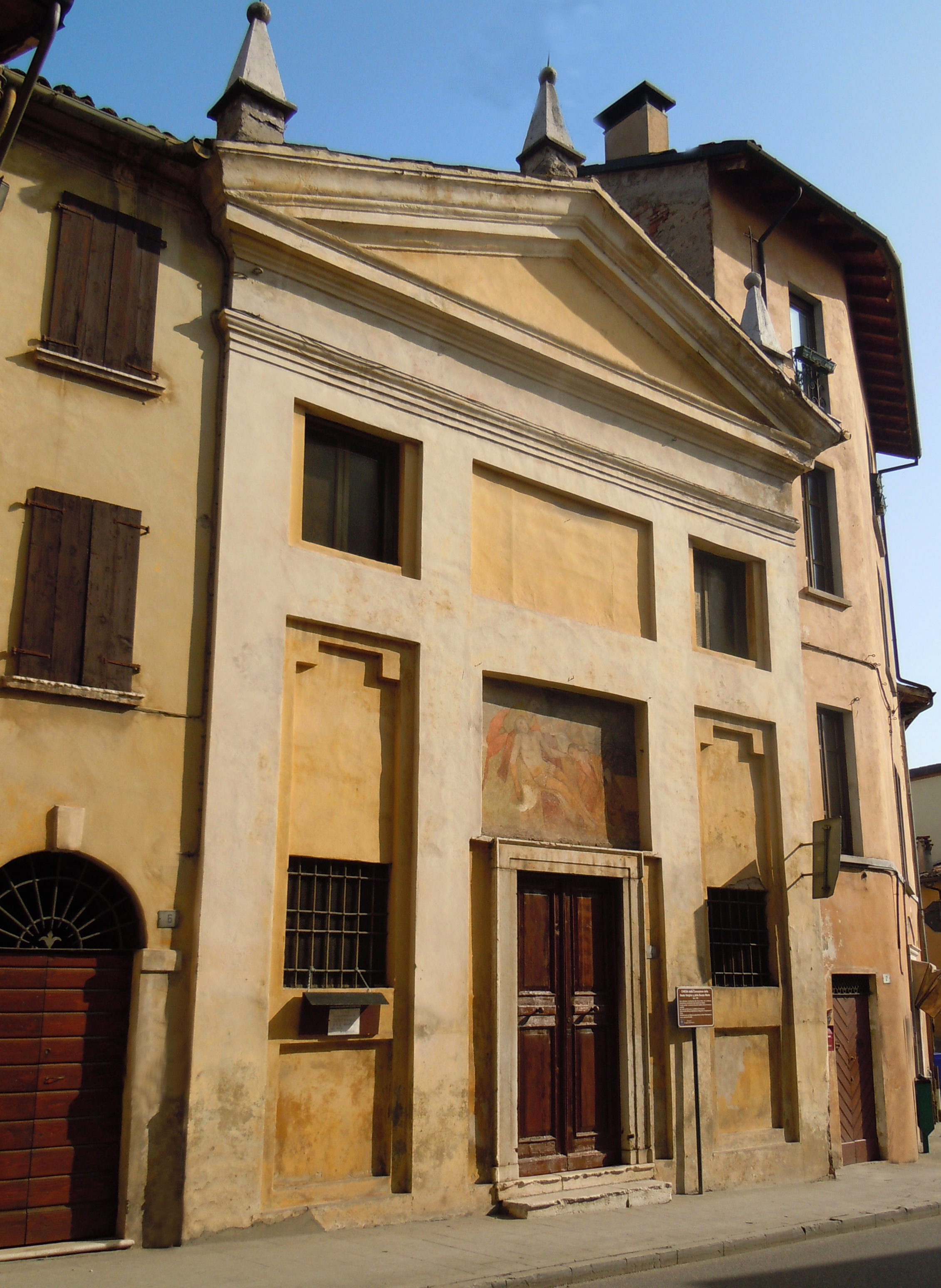
Chiesa della Buona Morte
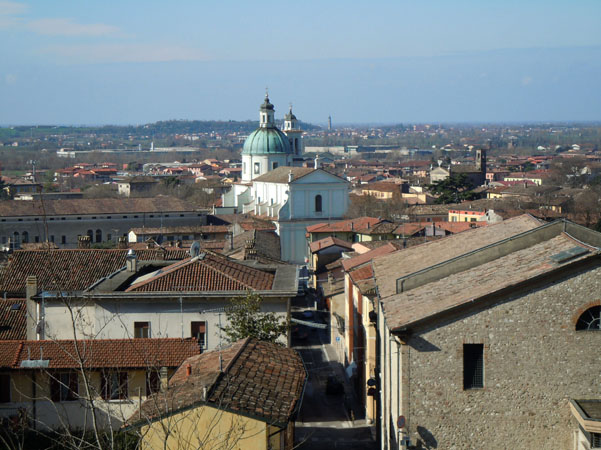
Panorama dal castello
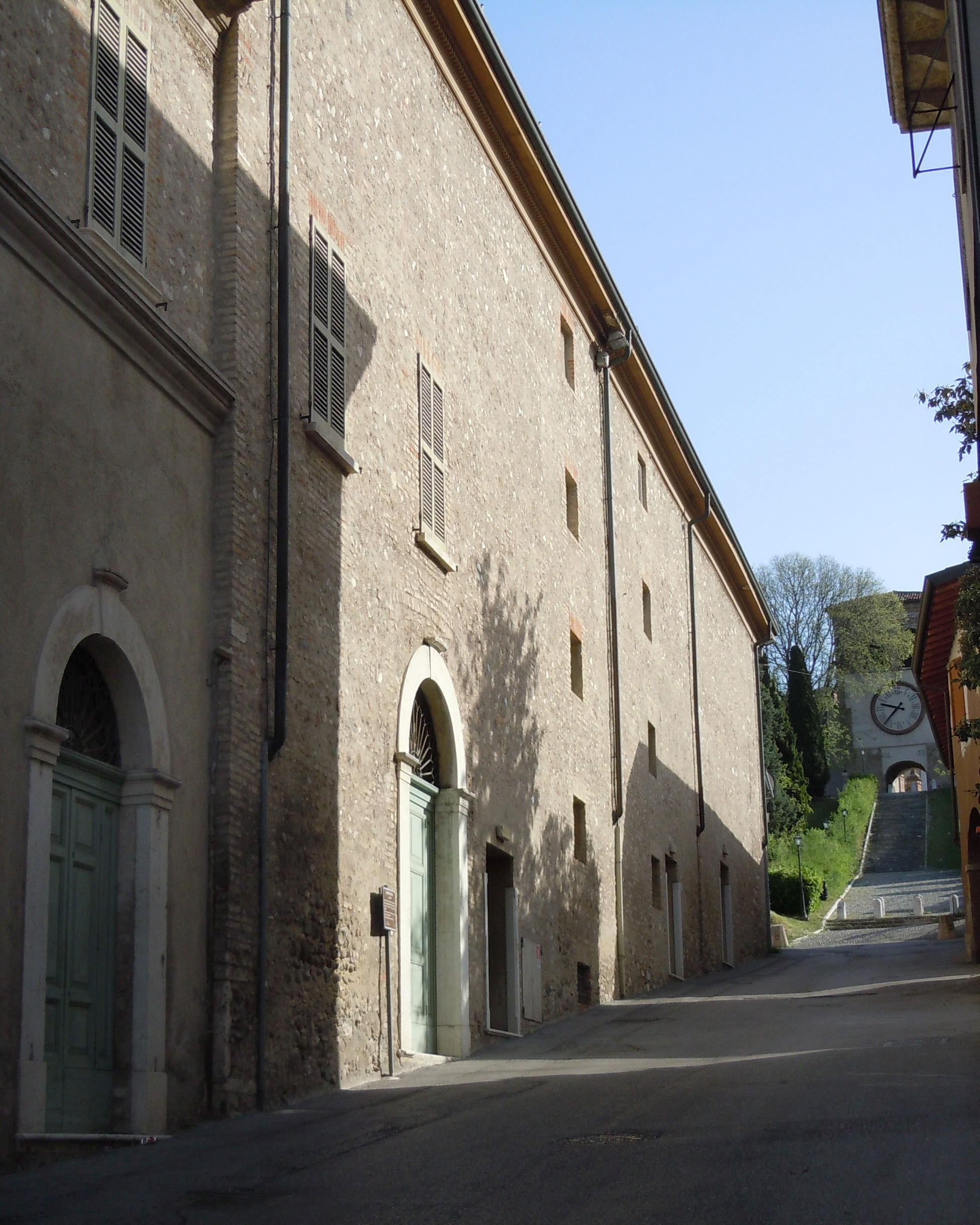
Teatro Sociale
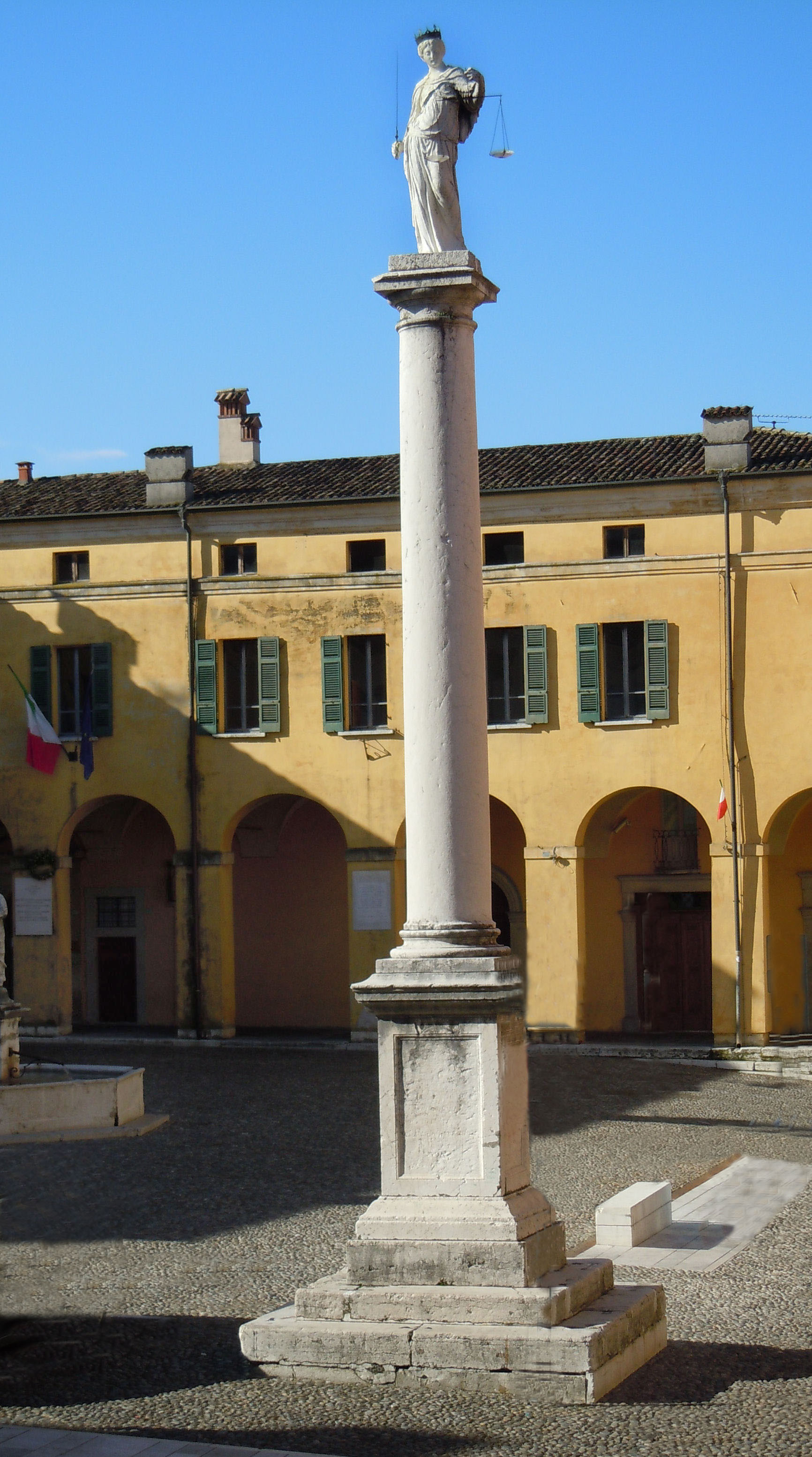
Colonna della Giustizia
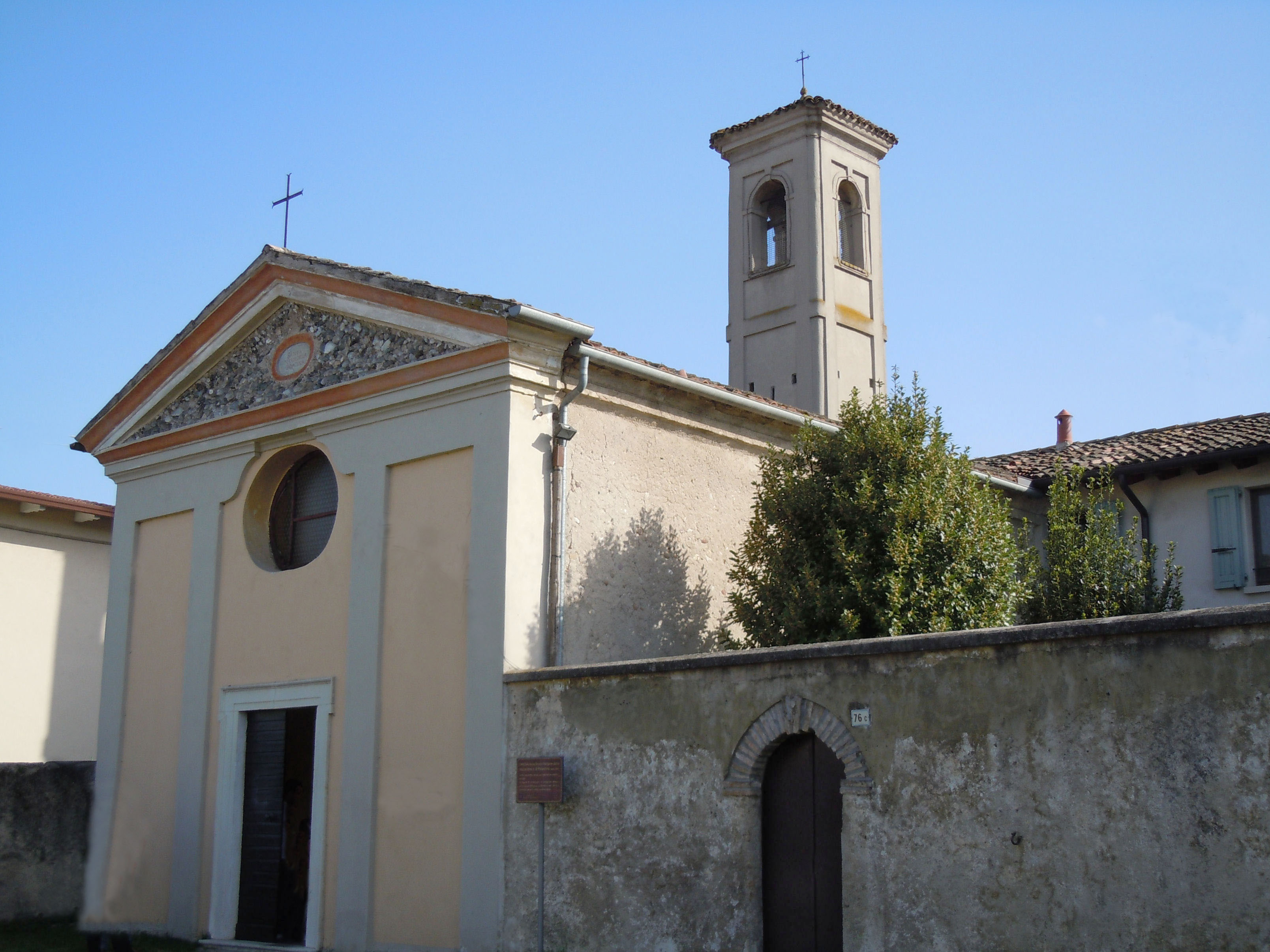
Chiesa della Palazzina
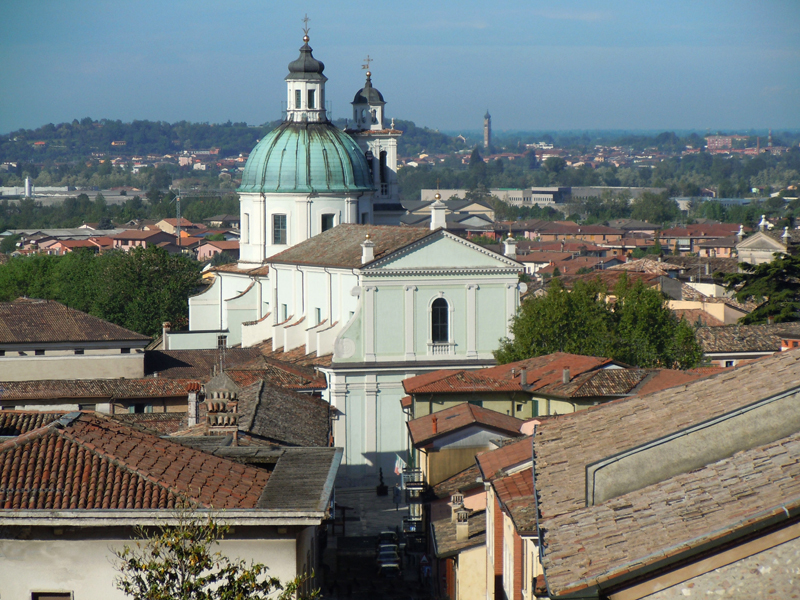
Basilica di San Luigi vista dal castello
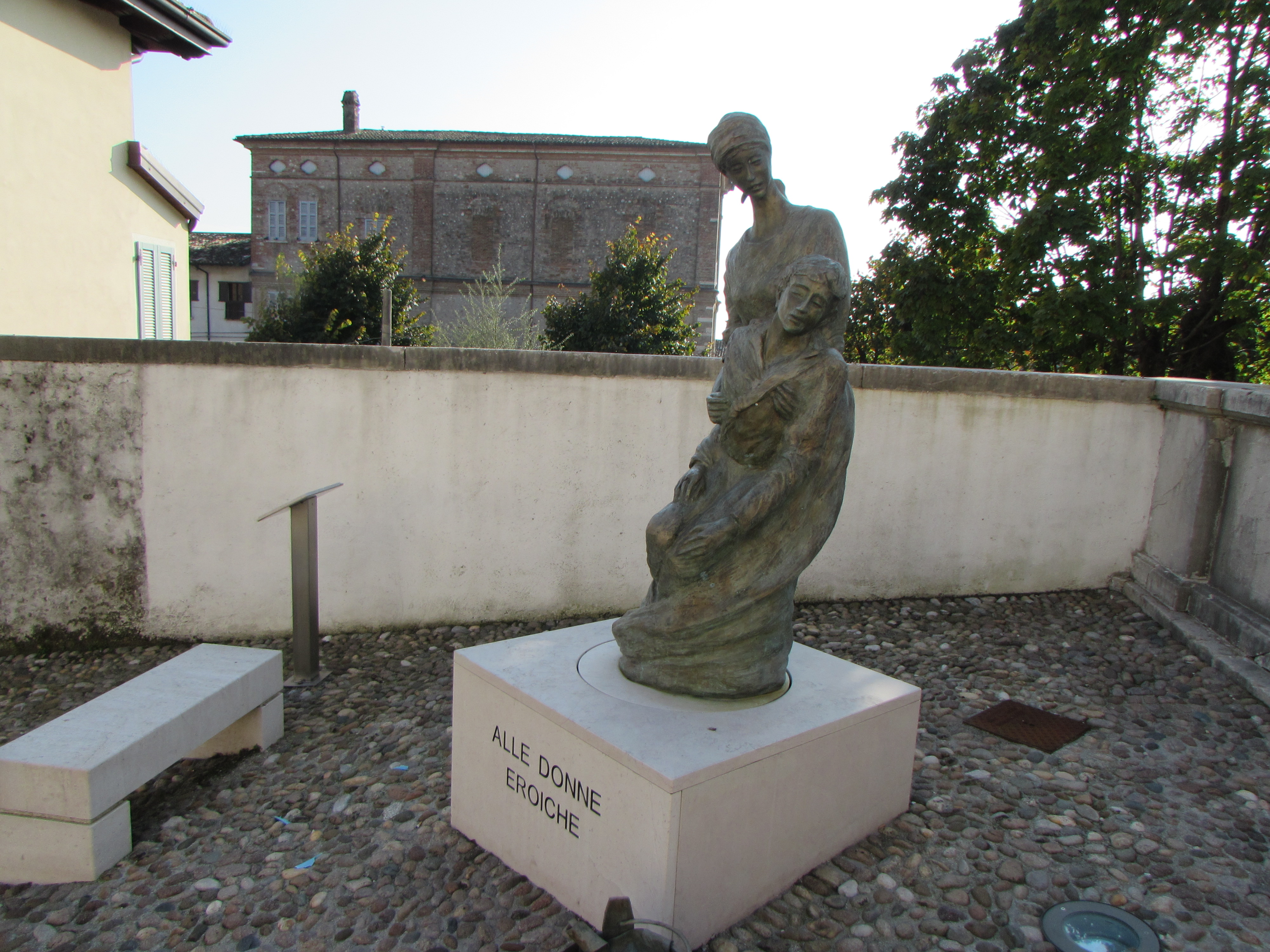
Monumento alle donne che soccorsero i feriti della battaglia di Solferino